# Leichtathletik-Weltmeisterschaften 2013/Weitsprung der Frauen
Der Weitsprung der Frauen bei den Leichtathletik-Weltmeisterschaften 2013 wurde am 10. und 11. August 2013 im Olympiastadion Luschniki der russischen Hauptstadt Moskau ausgetragen.
Ihren dritten Weltmeistertitel in Folge errang die aktuelle Olympiasiegerin Brittney Reese aus den Vereinigten Staaten.

Sie gewann vor der nigerianischen Olympiazweiten von 2008 und zweifachen Afrikameisterin (2010/2012) Blessing Okagbare. Sie gewann hier in Moskau fünf Tage später außerdem Bronze über 200 Meter und war mit ihren Siegen 2010 sowie 2012 auch zweifache Afrikameisterin über 100 Meter. Eine weitere Goldmedaille hatte sie 2010 bei den Afrikameisterschaften mit der nigerianischen 4-mal-100-Meter-Staffel gewonnen.

Bronze ging an die Serbin Ivana Španović, die im Finale mit 6,82 einen neuen Landesrekord aufstellte.

## Bestehende Rekorde
| Weltrekord | 7,52 m | Galina Tschistjakowa | Leningrad (heute St. Petersburg), Sowjetunion (heute Russland) | 11. Juni 1988     |
| WM-Rekord  | 7,36 m | Jackie Joyner-Kersee | WM 1987 in Rom, Italien                                        | 4. September 1987 |

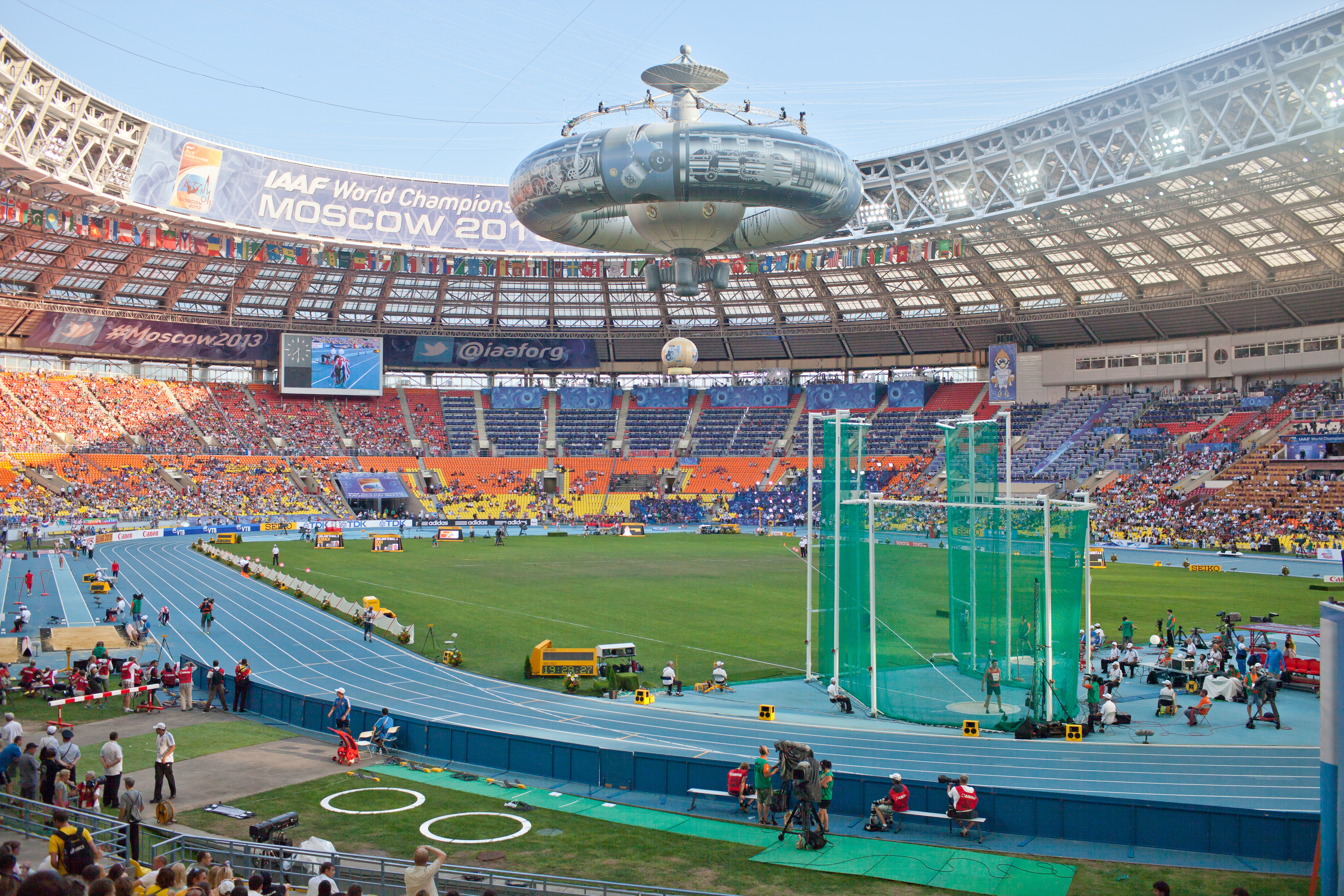
Das Olympiastadion Luschniki während der Weltmeisterschaften

Der bereits seit 1987 bestehende WM-Rekord blieb auch bei diesen Weltmeisterschaften unerreicht.
Es gab einen Landesrekord:

6,82 m – Ivana Španović (Serbien), Finale am 11. August bei einem Rückenwind von 0,4 m/s.

## Doping
Die russische Weitspringerin Olga Kutscherenko, ursprünglich auf dem fünften Platz, wurde wegen ihres Verstoßes gegen die Antidopingbestimmungen von der russischen Antidoping-Agentur RUSADA sanktioniert in Form einer zweijährigen Sperre sowie Aberkennung ihrer vom 28. August 2011 bis 28. August 2013 erzielten Resultate.
Benachteiligt wurden eine Athletin im Finale und eine Teilnehmerin in der Qualifikation. Auf der Grundlage der erzielten Resultate waren dies:
- Jelena Sokolowa, Russland – Ihr hätten als achtbester Springerin nach dem Vorkampf im Finale der besten Acht drei weitere Versuche zugestanden.
- Funmi Jimoh, USA – Sie hätte als zwölftbeste Springerin aus beiden Qualifikationsgruppen am Finale teilnehmen dürfen. Ausgeschieden war sie zunächst nur aufgrund ihres nicht ausreichenden zweiten Versuchs.

## Windbedingungen
In den folgenden Ergebnisübersichten sind die Windbedingungen zu den einzelnen Sprüngen benannt. Der erlaubte Grenzwert liegt bei zwei Metern pro Sekunde. Bei stärkerer Windunterstützung wird die Weite für den Wettkampf gewertet, findet jedoch keinen Eingang in Rekord- und Bestenlisten.
Bei diesen Weltmeisterschaften gab es keinen Sprung mit unzulässiger Windunterstützung.

## Legende
Kurze Übersicht zur Bedeutung der Symbolik – so üblicherweise auch in sonstigen Veröffentlichungen verwendet:
| – | verzichtet |
| x | ungültig   |

## Qualifikation
10. August 2013, 19:20 Uhr
31 Teilnehmerinnen traten in zwei Gruppen zur Qualifikationsrunde an. Die Qualifikationsweite für den direkten Finaleinzug betrug 6,75 m. Drei Athletinnen übertrafen diese Marke (hellblau unterlegt). Das Finalfeld wurde mit den neun nächstplatzierten Sportlerinnen auf zwölf Springerinnen aufgefüllt (hellgrün unterlegt). So reichten für die Finalteilnahme schließlich 6,57 m bei einem zweitbesten Versuch von ebenfalls 6,57 m.
Besonders betroffen von ihrem Ausscheiden war die US-Amerikanerin Funmi Jimoh, die mit ihren in Qualifikationsgruppe B erzielten 6,57 m nur scheiterte, weil sie bei zwei ungültigen Sprüngen keine zweitbeste Weite in die Wertung bei gleicher Leistung einbringen konnte. Außerdem stellte sich – viel später, wie oben beschrieben – heraus, dass sie dennoch am Finale hätte teilnehmen können, weil eine vor ihr liegende gedopte Teilnehmerin disqualifiziert wurde.

### Gruppe A
| Platz | Name              | Nation                   | Resultat (m) | 1. Versuch (m) Wind (m/s) | 2. Versuch (m) Wind (m/s) | 3. Versuch (m) Wind (m/s) | Anmerkung                 |
| 1     | Shara Proctor     | Großbritannien           | 6,85         | 6,85 / −0,1               | –                         | –                         |                           |
| 2     | Blessing Okagbare | Nigeria                  | 6,83         | 6,83 / +0,2               | –                         | –                         |                           |
| 3     | Tori Polk         | USA                      | 6,75         | 6,62 / ±0,0               | 6,75 / +0,1               | –                         |                           |
| 4     | Jelena Sokolowa   | Russland                 | 6,70         | x                         | 6,70 / −0,1               | x                         |                           |
| 5     | Ivana Španović    | Serbien                  | 6,63         | 6,58 / +0,2               | 6,57 / ±0,0               | 6,63 / −0,1               |                           |
| 6     | Erica Jarder      | Schweden                 | 6,59         | 6,57 / +0,2               | 6,59 / +0,4               | 6,58 / +0,1               |                           |
| 7     | Brittney Reese    | USA                      | 6,57         | 6,57 / −0,2               | 6,57 / −0,2               | 6,42 / ±0,0               |                           |
| 8     | Lauma Griva       | Lettland                 | 6,50         | 6,46 / ±0,0               | 6,50 / +0,3               | 6,36 / −0,3               |                           |
| 9     | Lena Malkus       | Deutschland              | 6,49         | 6,26 / +0,3               | 6,49 / −0,2               | 6,41 / −0,1               |                           |
| 10    | Jana Velďáková    | Slowakei                 | 6,48         | 6,43 / ±0,0               | 6,48 / +0,2               | 6,36 / +0,6               |                           |
| 11    | Chantel Malone    | Britische Jungferninseln | 6,40         | 6,20 / +0,1               | 6,40 / ±0,0               | 6,20 / +0,2               |                           |
| 12    | Maryna Bech       | Ukraine                  | 6,31         | 6,29 / +0,1               | 6,31 / −0,1               | 6,30 / ±0,0               |                           |
| 13    | Jana Korešová     | Tschechien               | 6,18         | 6,10 / +0,1               | 6,10 / +0,3               | 6,18 / −0,1               |                           |
| 14    | Lynique Prinsloo  | Südafrika                | 6,17         | 6,03 / +0,1               | x                         | 6,17 / −0,3               |                           |
| DOP   | Olga Kutscherenko | Russland                 | 6,59         | 6,59 / +0,1               | x                         | x                         | für das Finale zugelassen |

In Gruppe A ausgeschiedene Weitspringerinnen:

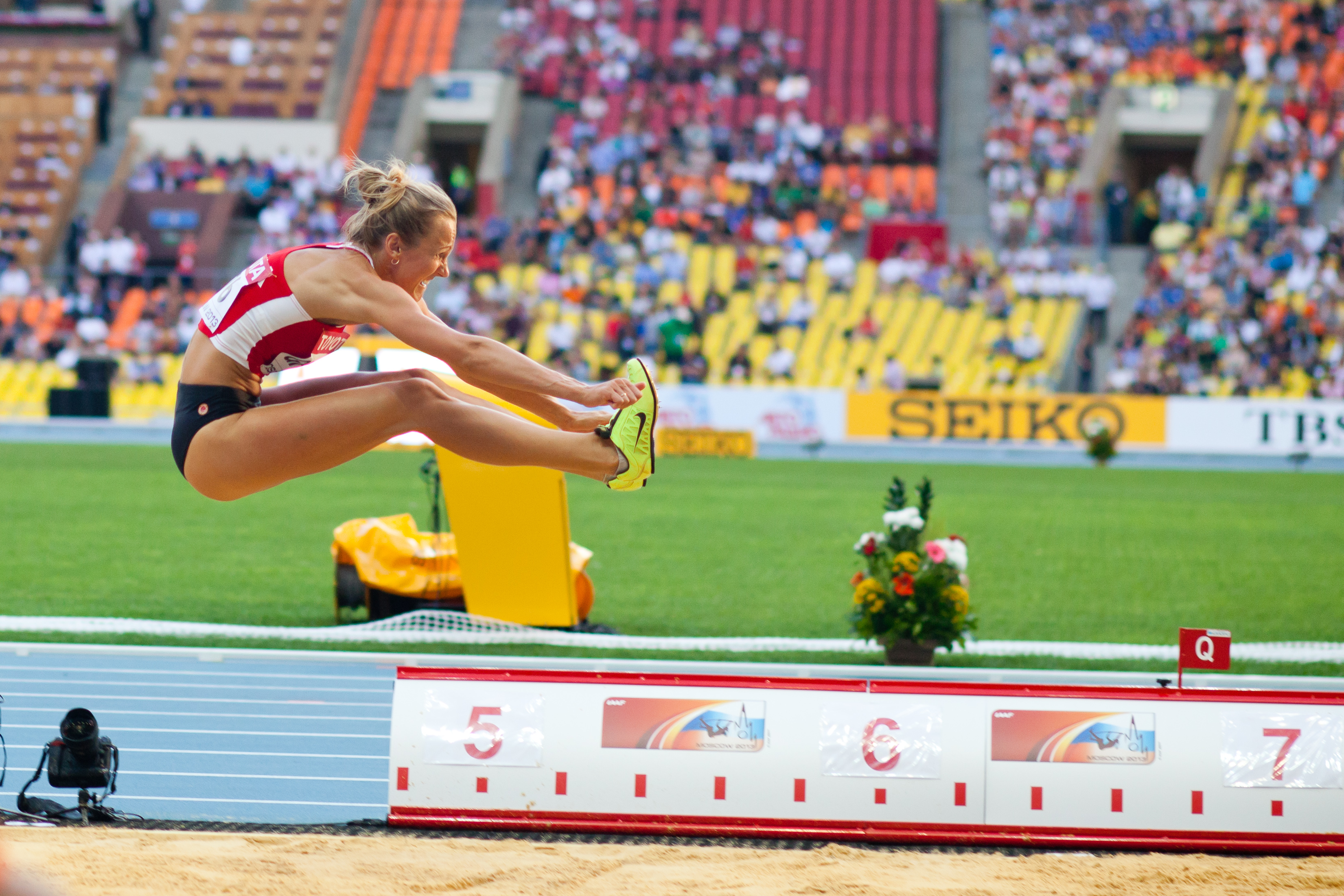
Lauma Griva Rang acht mit 6,50 m
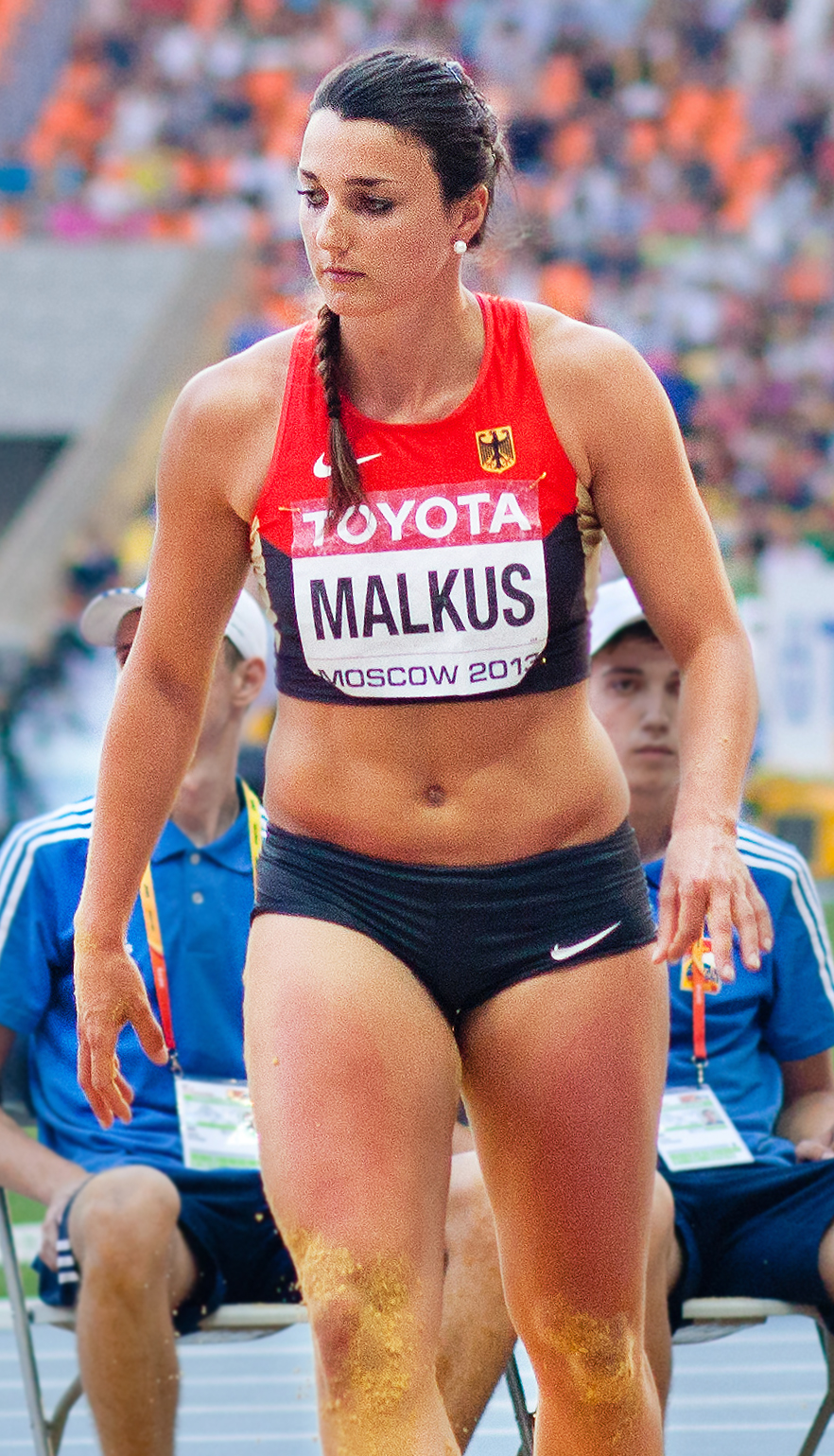
Lena Malkus Rang neun mit 6,49 m
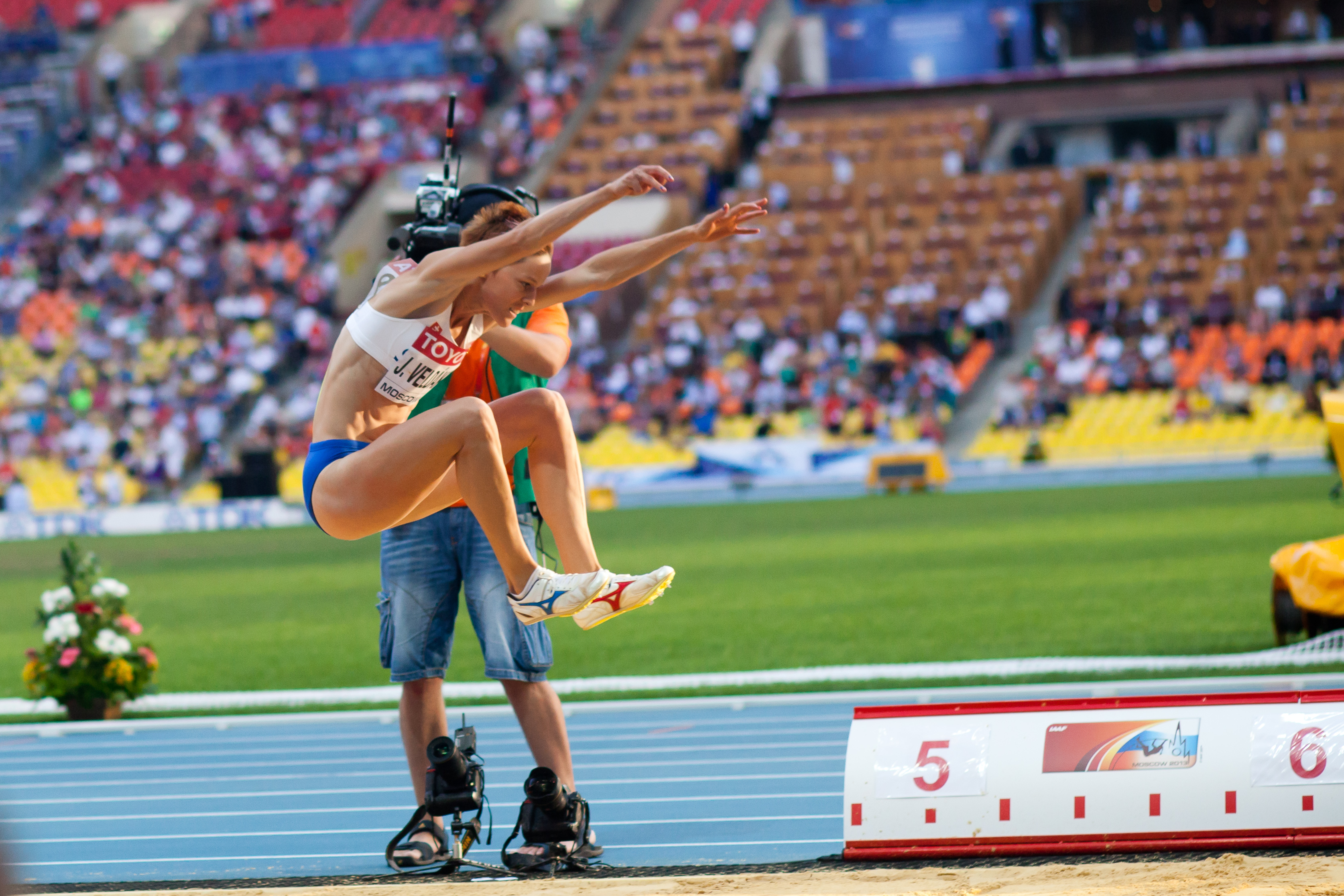
Jana Velďáková Rang zehn mit 6,48 m
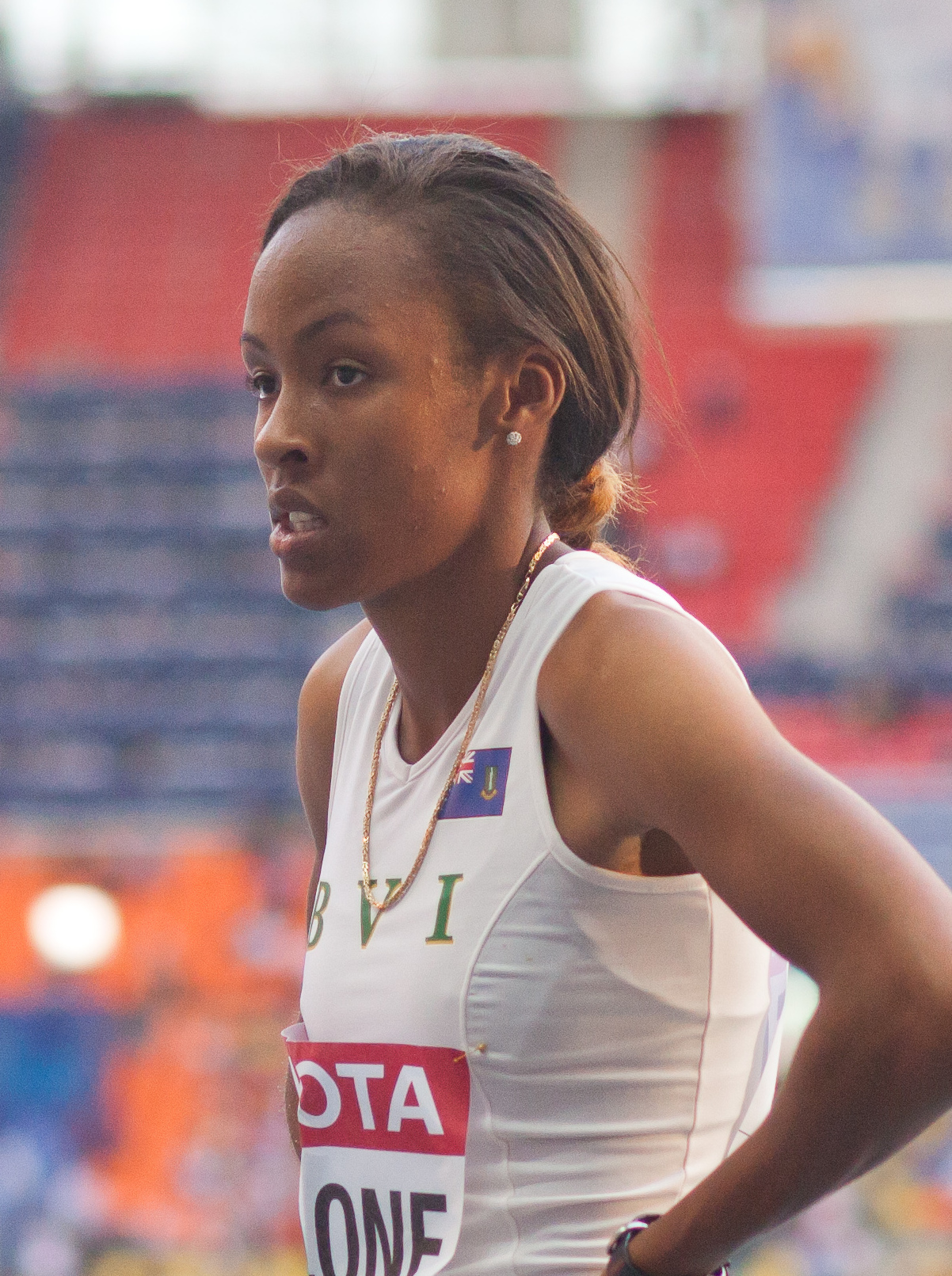
Chantel Malone Rang elf mit 6,40 m

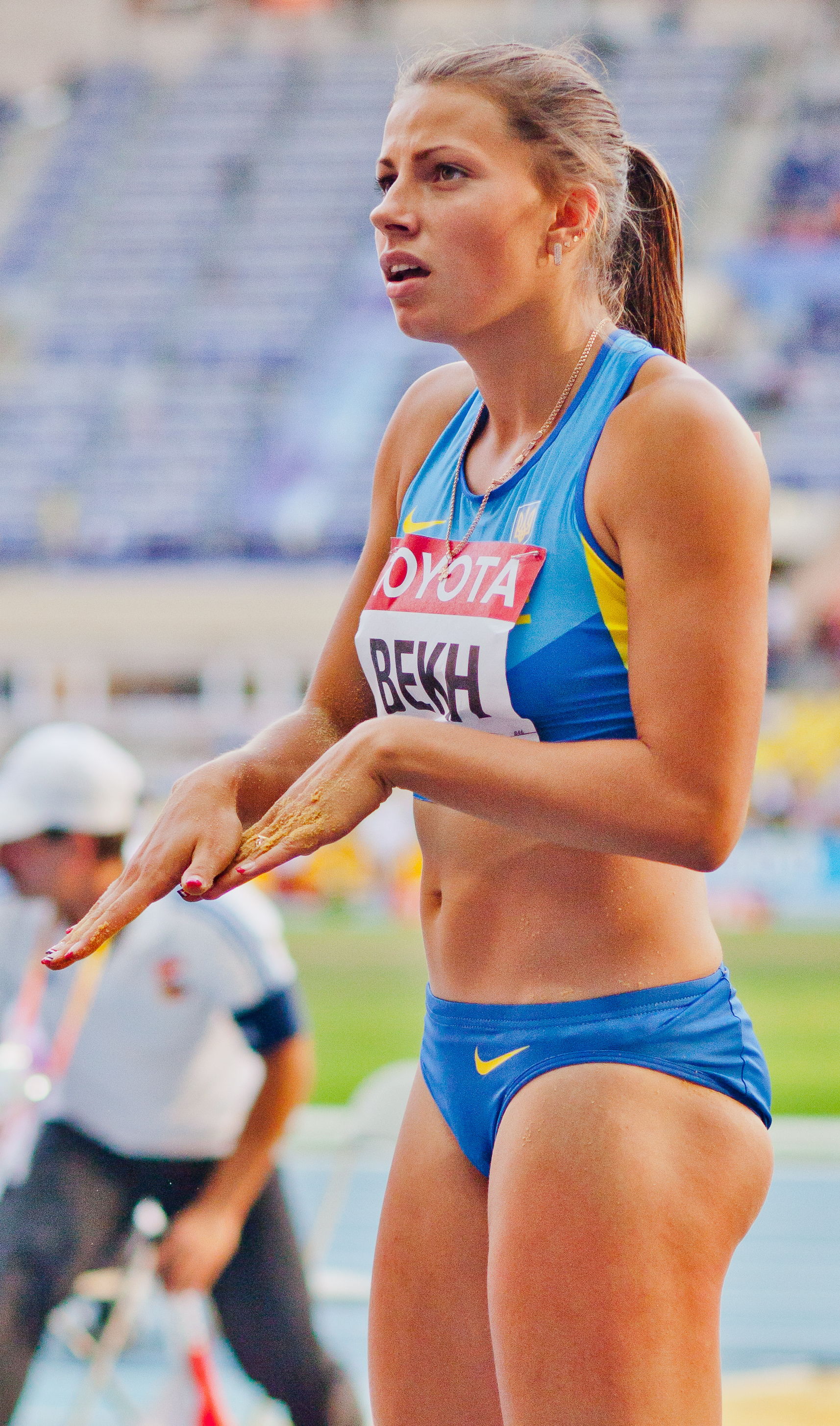
Maryna Bech Rang zwölf mit 6,31 m
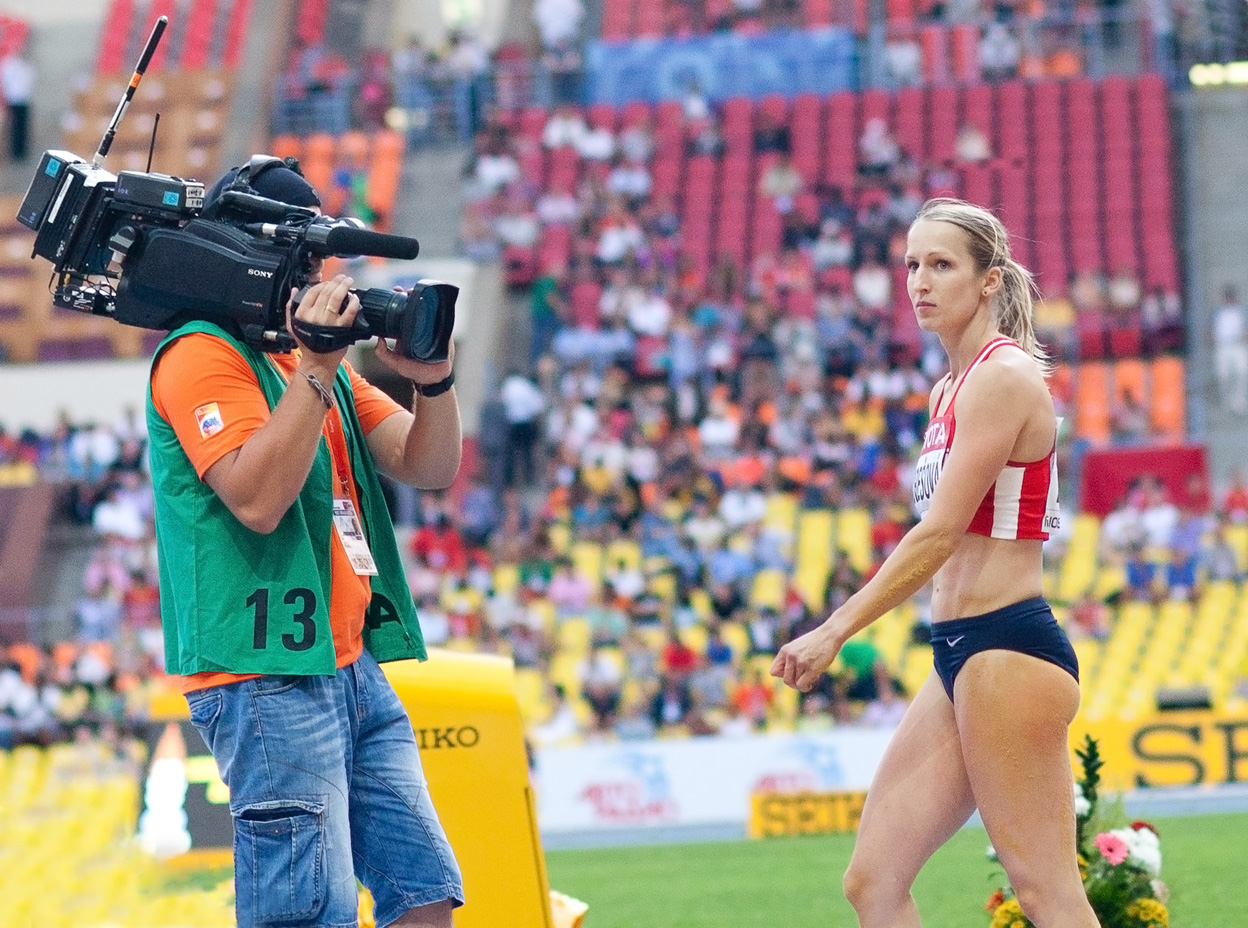
Jana Korešová Rang dreizehn mit 6,18 m
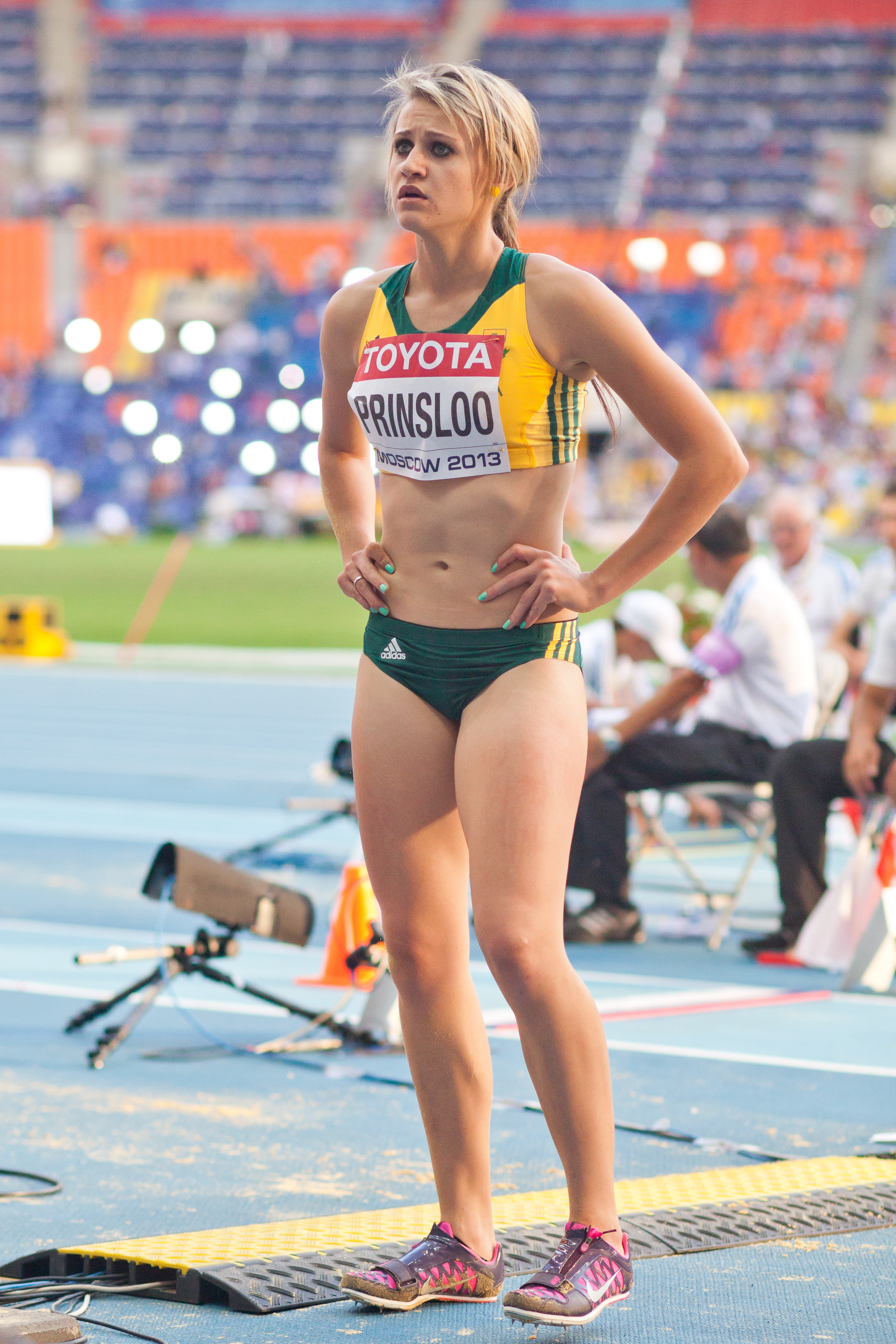
Lynique Prinsloo, spätere Lynique Beneke – Rang vierzehn mit 6,17 m

### Gruppe B

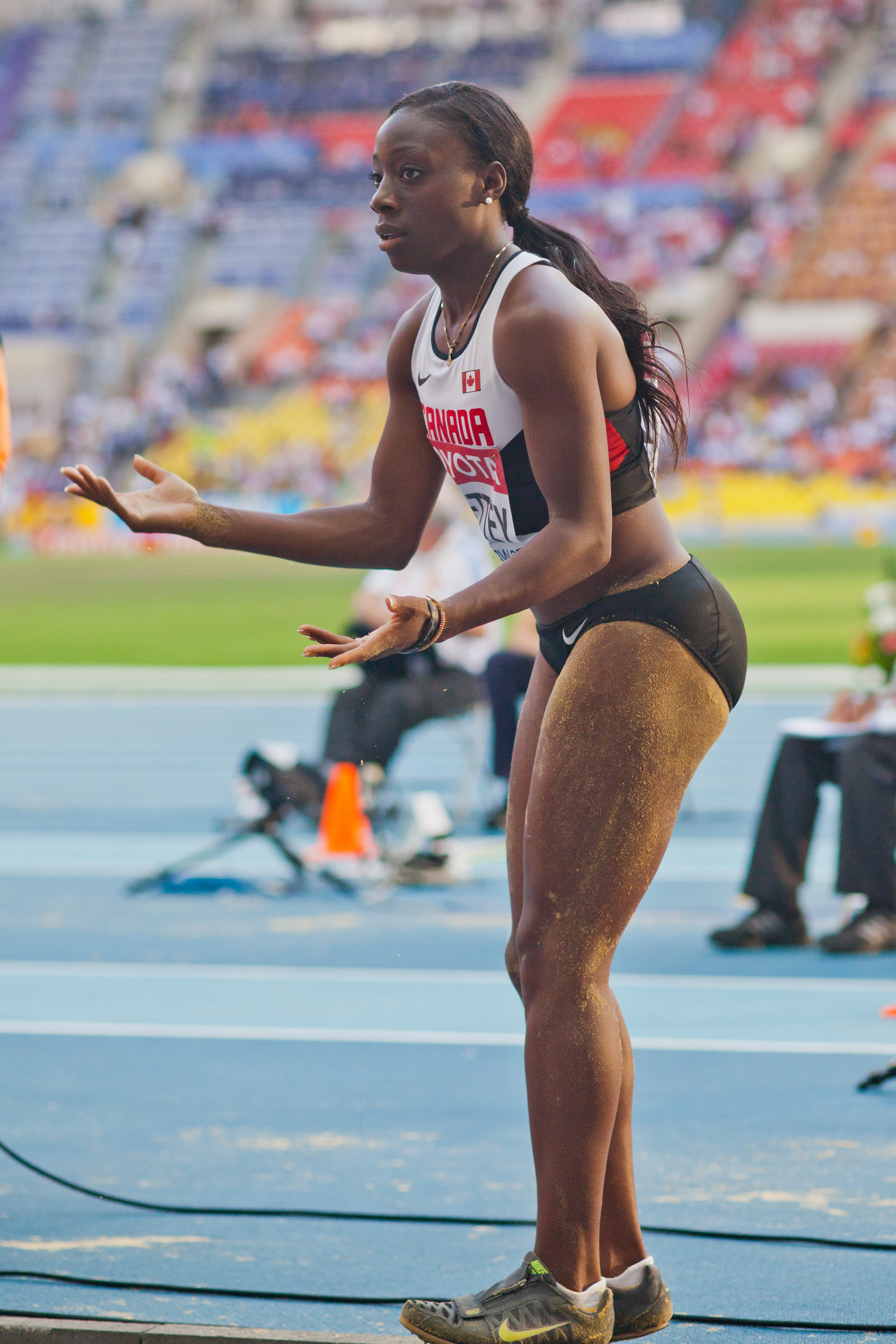
Christabel Nettey Rang neun mit 6,47 m
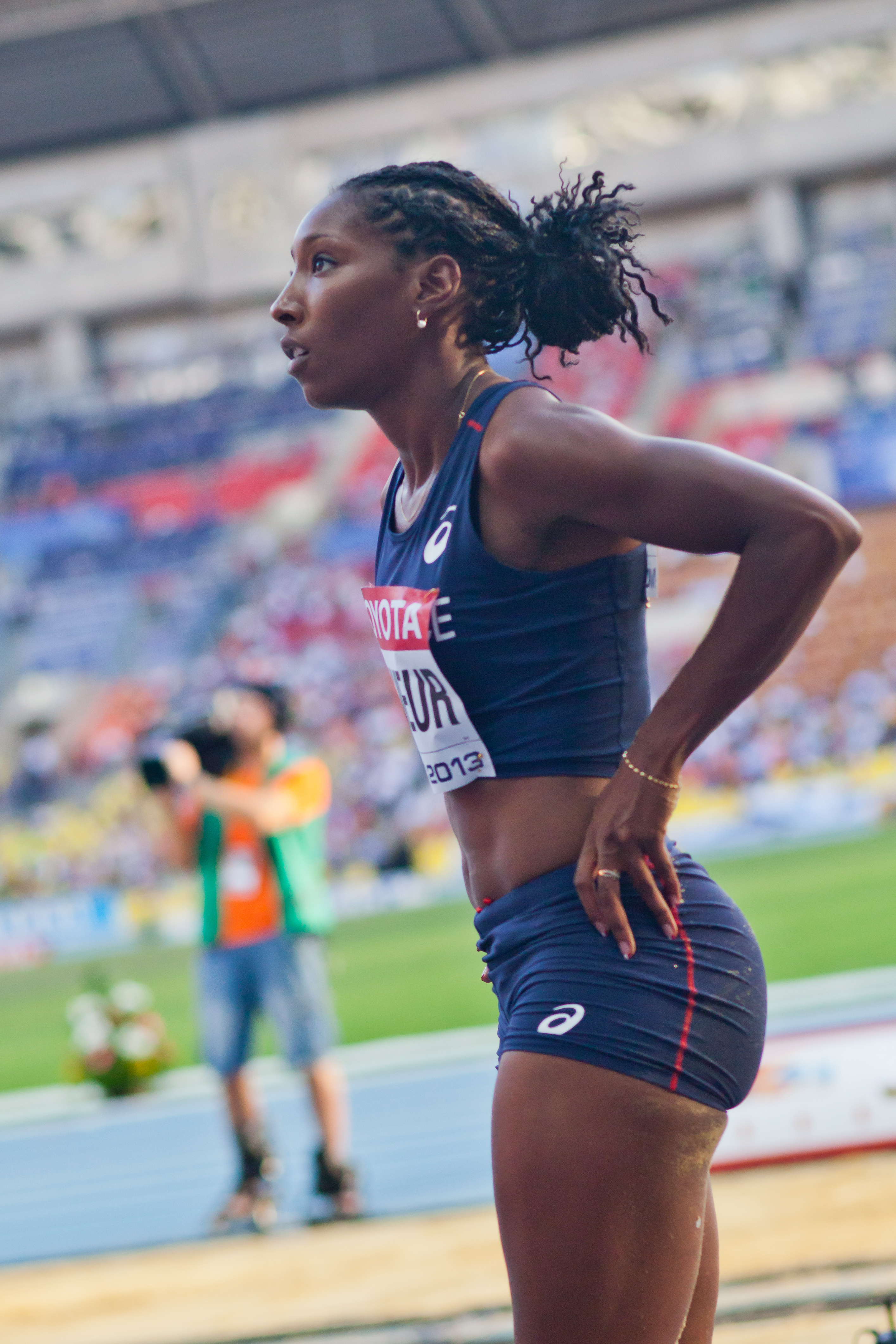
Éloyse Lesueur Rang zehn mit 6,39 m
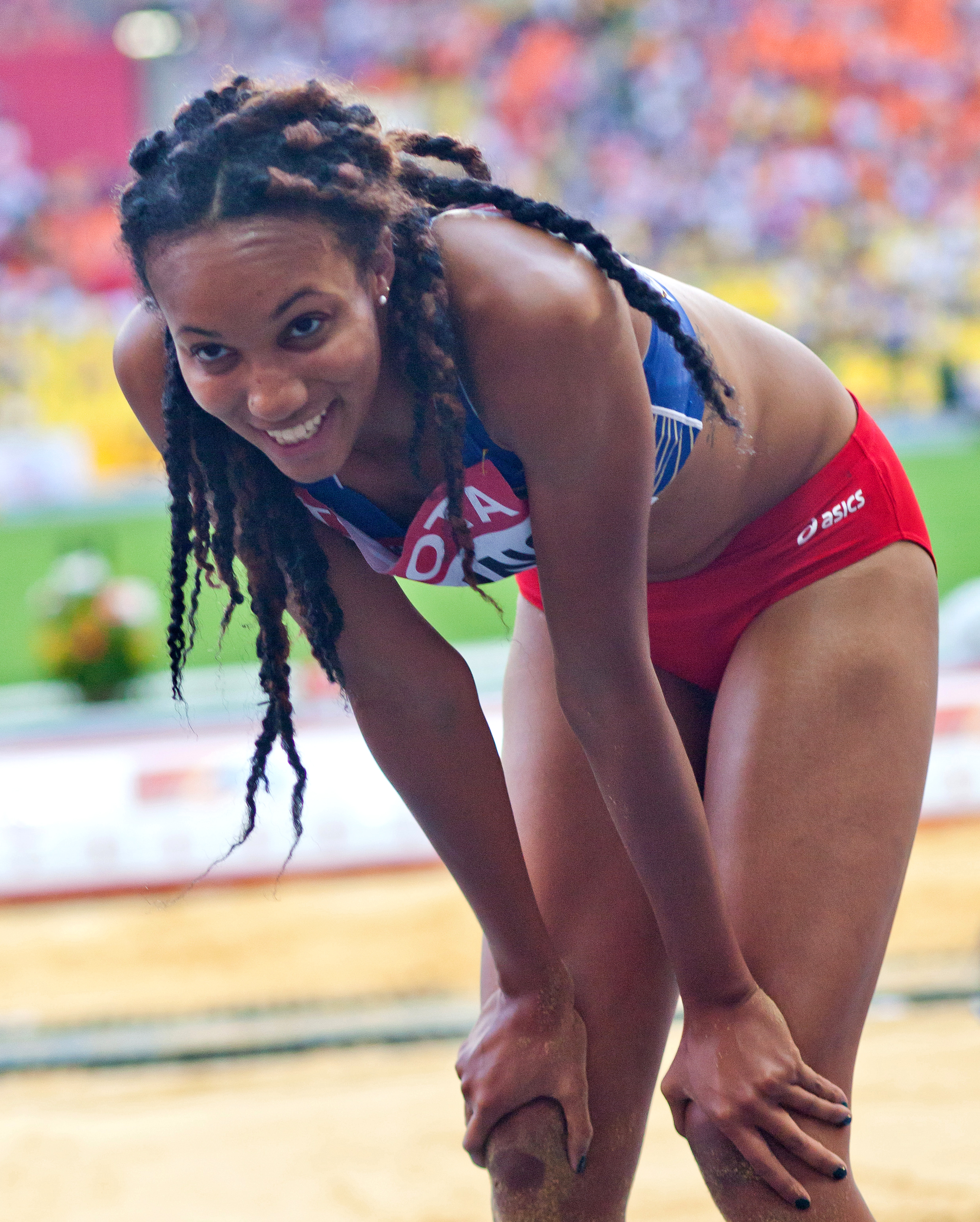
Arantxa King Rang elf mit 6,36 m

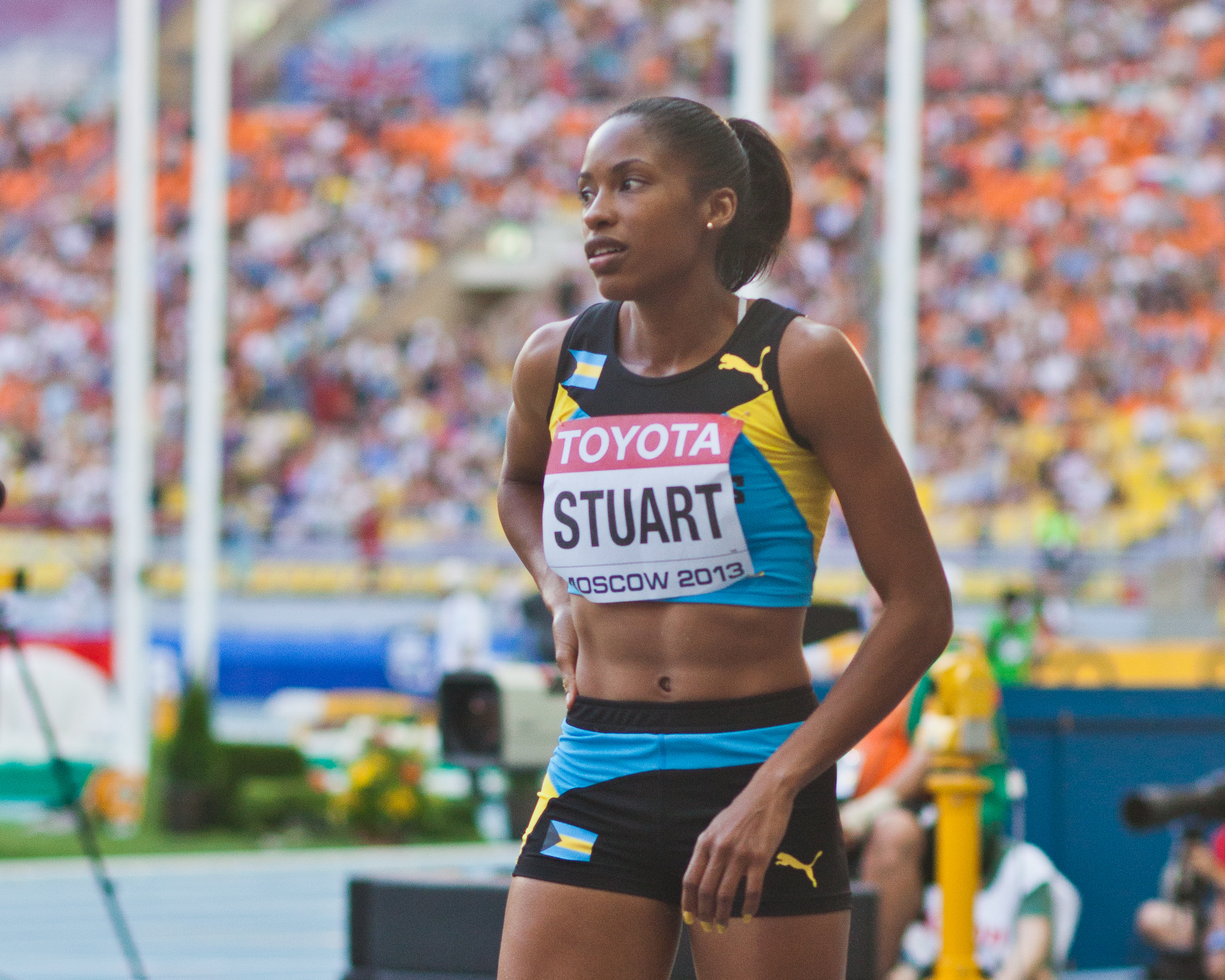
Bianca Stuart Rang zwölf mit 6,35 m
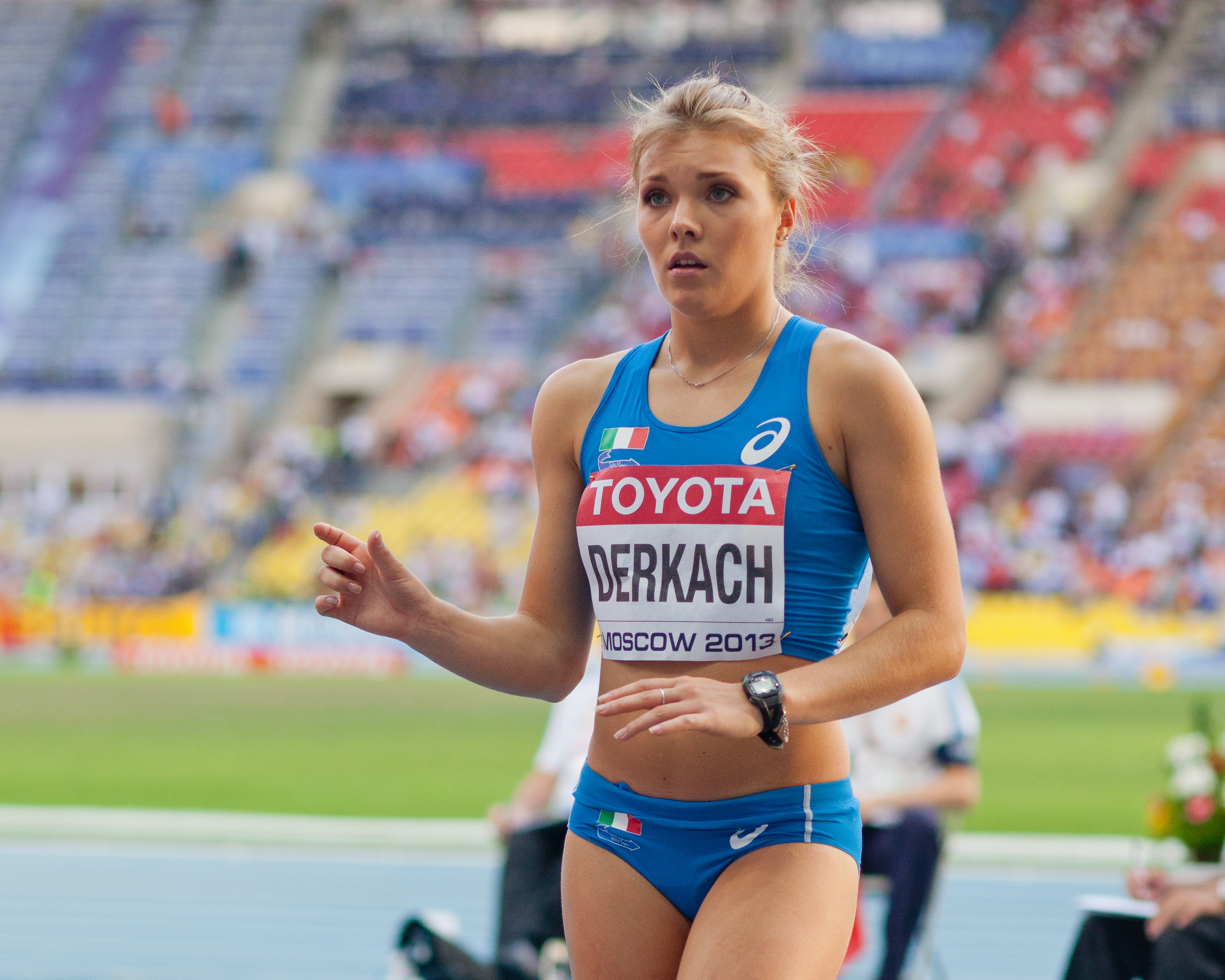
Dariya Derkach Rang dreizehn mit 6,16 m
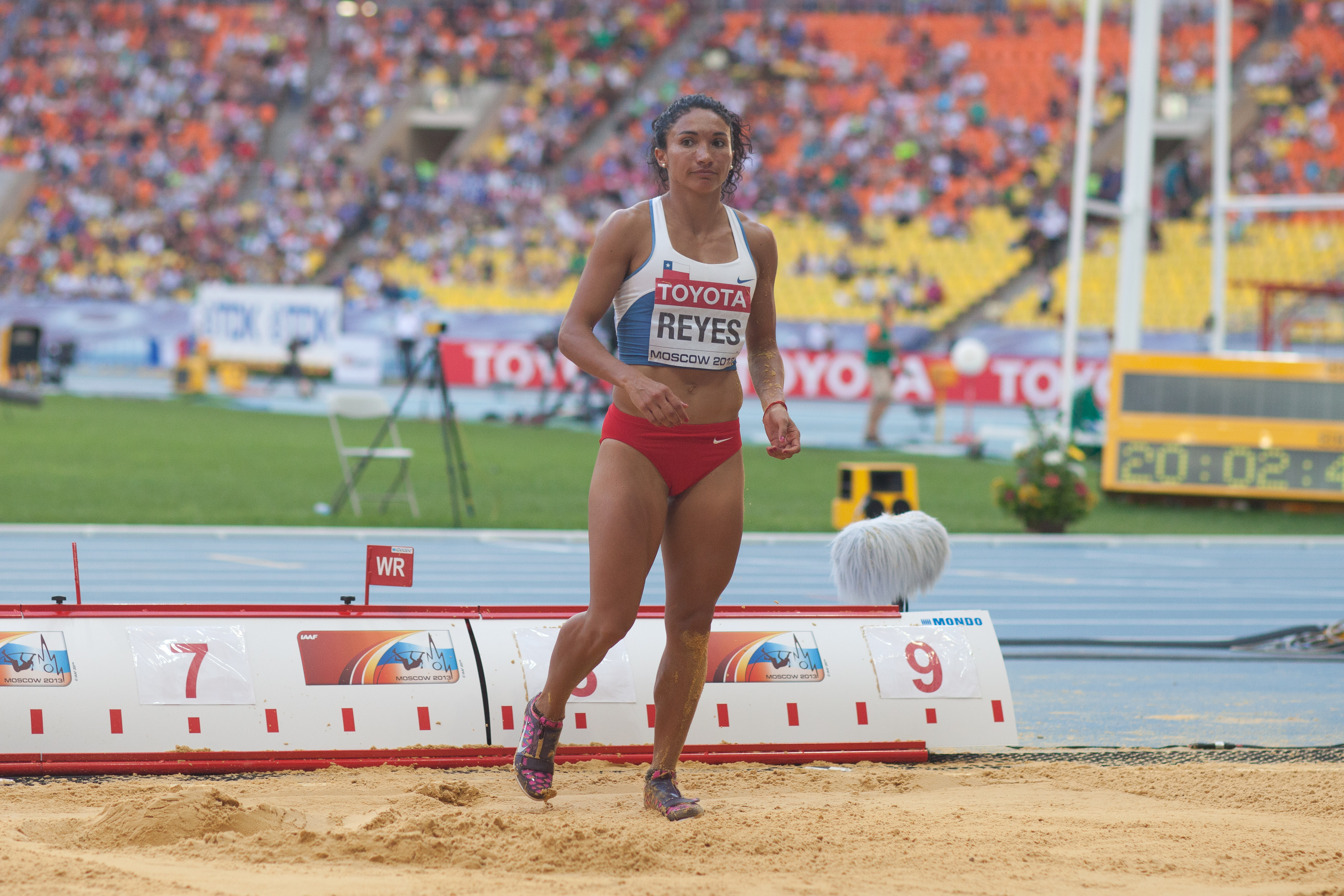
Macarena Reyes Rang vierzehn mit 5,83 m
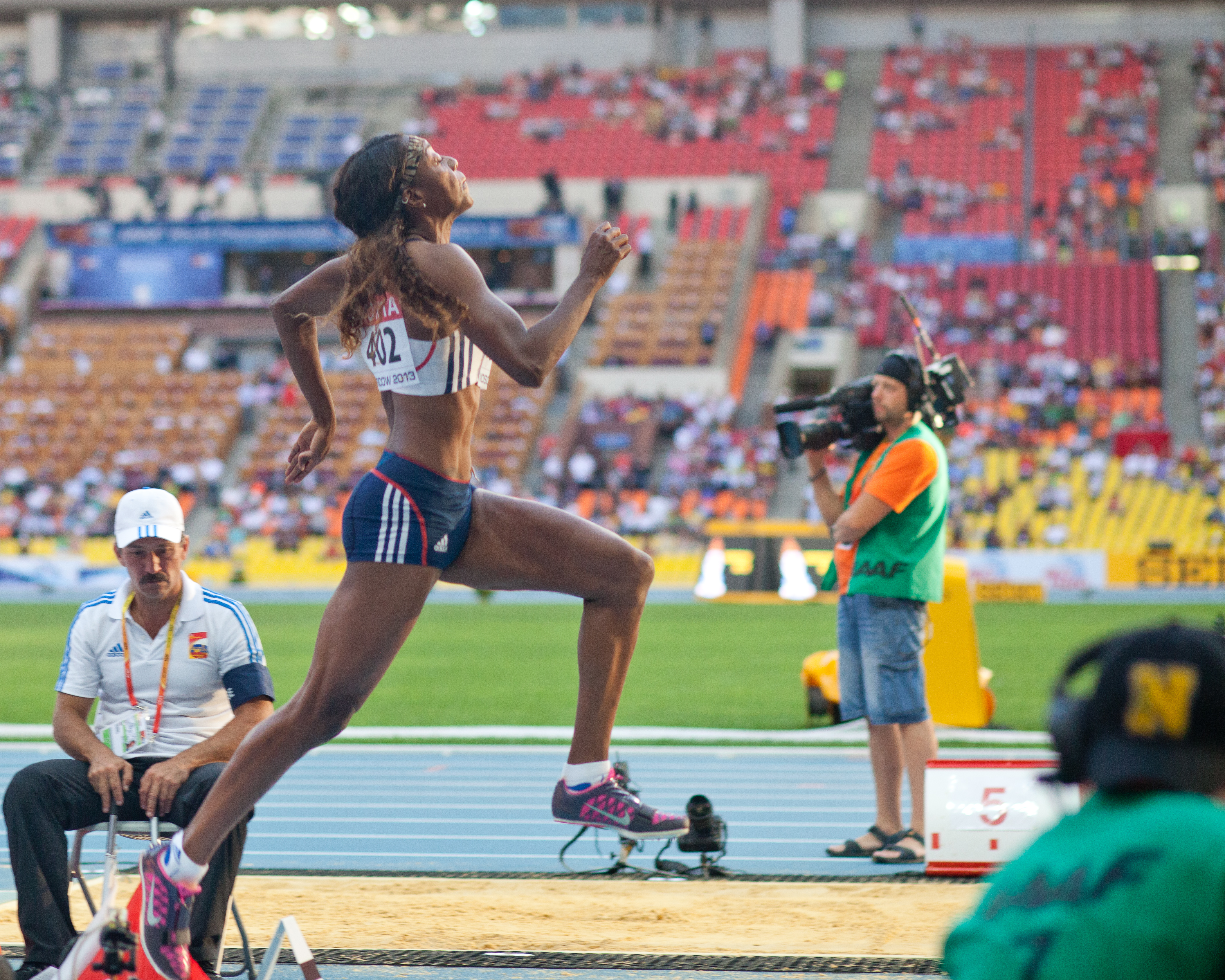
Lorraine Ugen ohne gültigen Versuch

| Platz | Name                  | Nation         | Resultat (m) | 1. Versuch (m) Wind (m/s) | 2. Versuch (m) Wind (m/s) | 3. Versuch (m) Wind (m/s) | Anmerkung                              |
| 1     | Wolha Sudarawa        | Belarus        | 6,71         | 6,38 / +0,1               | 6,71 / +0,1               | x                         |                                        |
| 2     | Darja Klischina       | Russland       | 6,70         | 6,70 / +0,5               | 6,70 / +0,2               | x                         |                                        |
| 3     | Sosthene Moguenara    | Deutschland    | 6,63         | 6,63 / +0,3               | x                         | x                         |                                        |
| 4     | Janay DeLoach Soukup  | USA            | 6,58         | x                         | 6,04 / +0,2               | 6,58 / +0,5               |                                        |
| 5     | Funmi Jimoh           | USA            | 6,57         | x                         | 6,57 / +0,3               | x                         | eigentlich für das Finale qualifiziert |
| 6     | Anna Kornuta          | Ukraine        | 6,53         | 6,44 / +0,1               | 6,53 / +0,2               | x                         |                                        |
| 7     | Ljudmila Koltschanowa | Russland       | 6,53         | 6,53 / −0,1               | x                         | x                         |                                        |
| 8     | Malaika Mihambo       | Deutschland    | 6,49         | 3,63 / +0,1               | 5,55 / +0,6               | 6,49 / −0,1               |                                        |
| 9     | Christabel Nettey     | Kanada         | 6,47         | 6,25 / +0,1               | 6,36 / −0,1               | 6,47 / +0,1               |                                        |
| 10    | Éloyse Lesueur        | Frankreich     | 6,39         | 6,25 / +0,2               | x                         | 6,39 / ±0,0               |                                        |
| 11    | Arantxa King          | Bermuda        | 6,36         | x                         | 6,36 / +0,1               | x                         |                                        |
| 12    | Bianca Stuart         | Bahamas        | 6,35         | x                         | 6,30 / +0,4               | 6,35 / +0,3               |                                        |
| 13    | Dariya Derkach        | Italien        | 6,16         | x                         | 6,16 / +0,6               | x                         |                                        |
| 14    | Macarena Reyes        | Chile          | 5,83         | x                         | 5,83 / +0,2               | x                         |                                        |
| NM    | Lorraine Ugen         | Großbritannien | ogV          | x                         | x                         | x                         |                                        |
| NM    | Francine Simpson      | Jamaika        | ogV          | x                         | x                         | x                         |                                        |

In Gruppe A ausgeschiedene Weitspringerinnen:

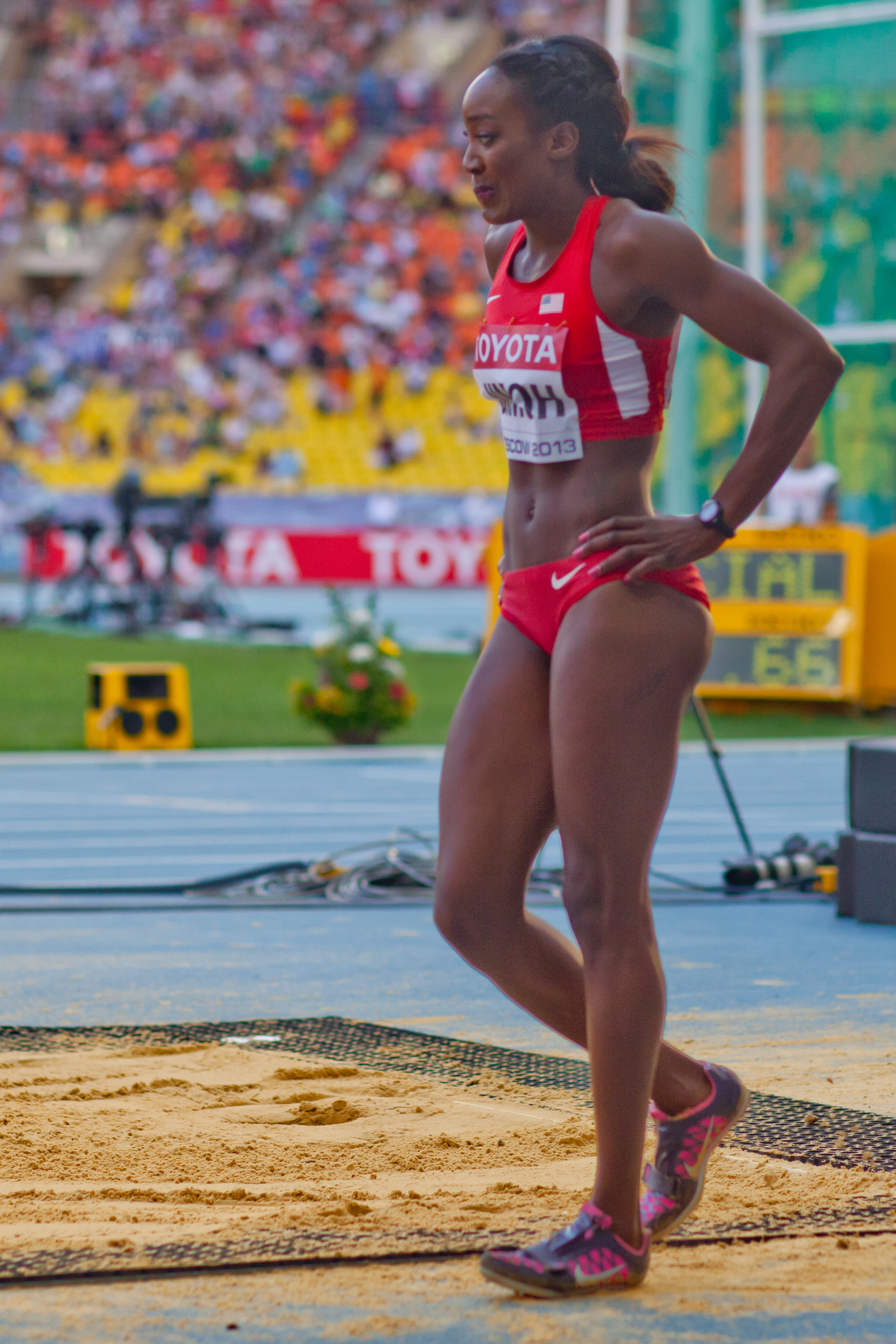
Funmi Jimoh schied mit ihren 6,57 m nur aus, weil eine gedopte Athletin vor ihr lag
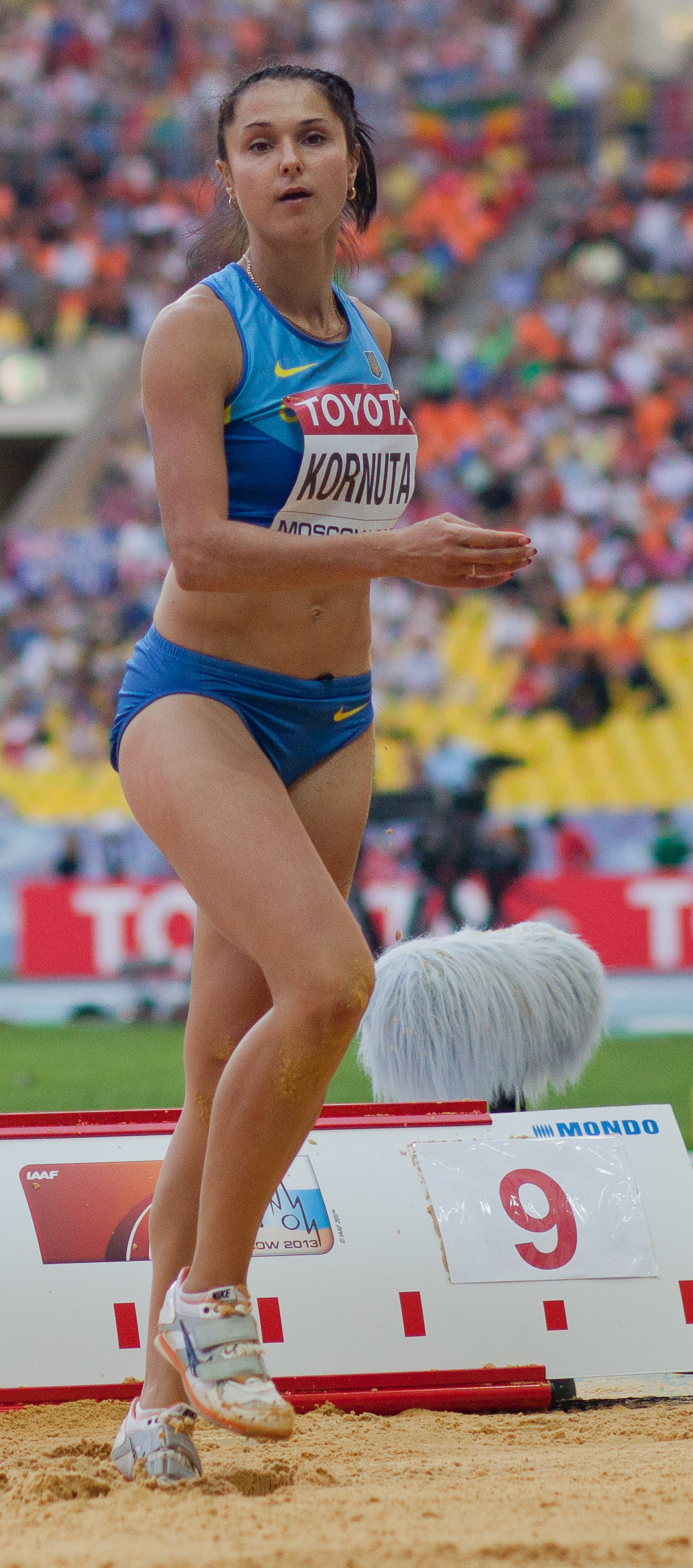
Anna Kornuta Rang sechs mit 6,53 m
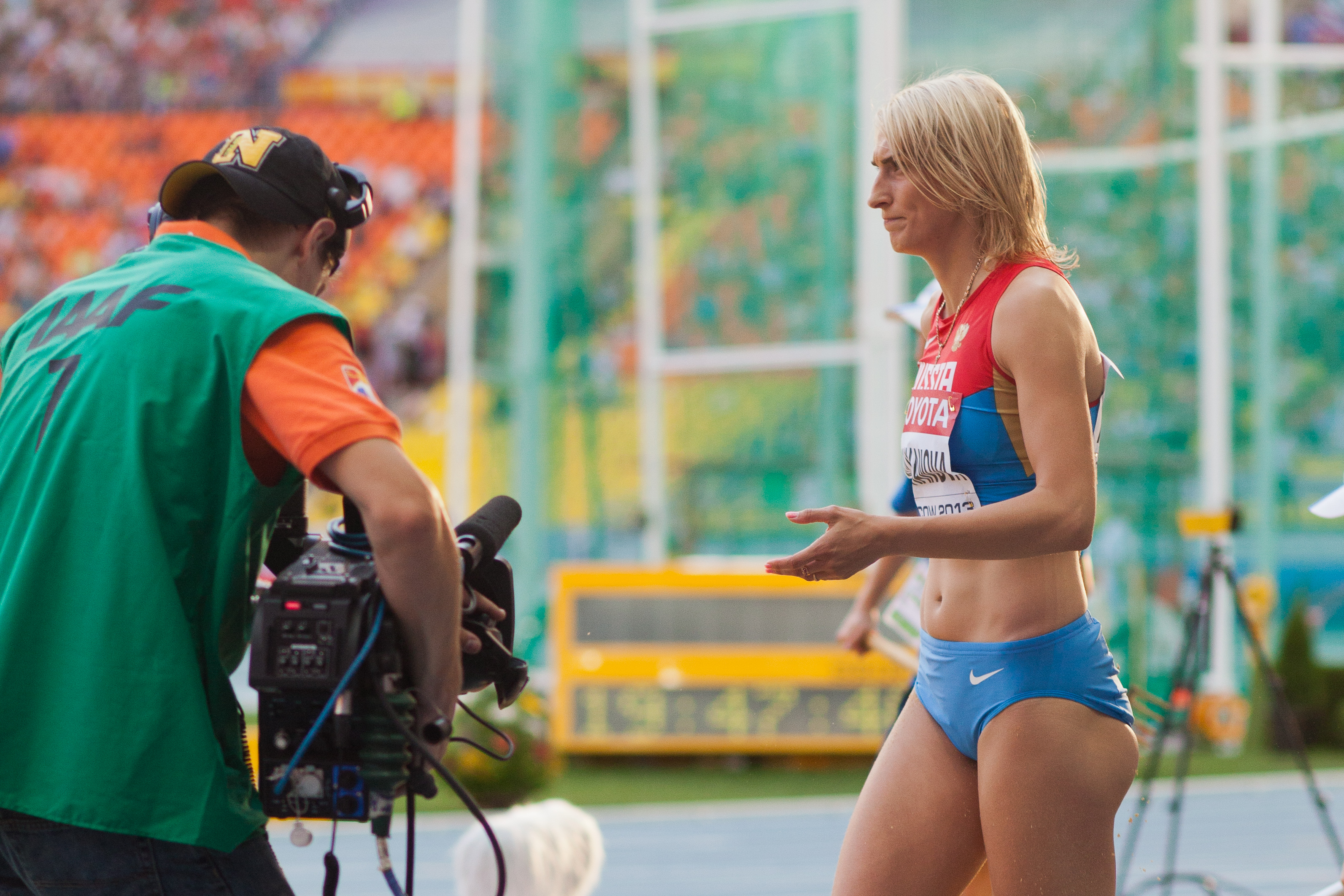
Ljudmila Koltschanowa Rang sieben mit 6,53 m
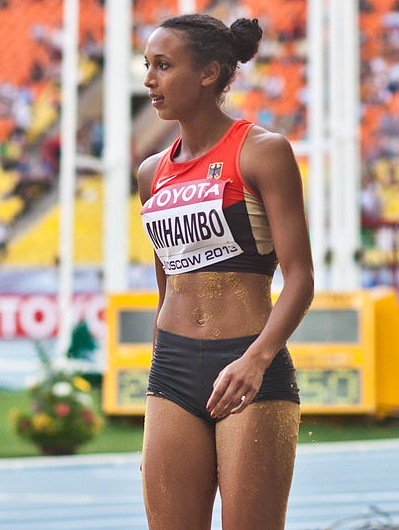
Malaika Mihambo Rang acht mit 6,49 m

- Christabel Nettey
Rang neun mit 6,47 m
- Éloyse Lesueur
Rang zehn mit 6,39 m
- Arantxa King
Rang elf mit 6,36 m

- Bianca Stuart
Rang zwölf mit 6,35 m
- Dariya Derkach
Rang dreizehn mit 6,16 m
- Macarena Reyes
Rang vierzehn mit 5,83 m
- Lorraine Ugen
ohne gültigen Versuch

## Finale
11. August 2013, 19:00 Uhr
| Platz | Name                 | Nation         | Resultat (m) | 1. Versuch (m) Wind (m/s) | 2. Versuch (m) Wind (m/s) | 3. Versuch (m) Wind (m/s) | 4. Versuch (m) Wind (m/s)                       | 5. Versuch (m) Wind (m/s)                       | 6. Versuch (m) Wind (m/s)                       |
| 1     | Brittney Reese       | USA            | 7,01         | 6,50 / −0,2               | 7,01 / +0,2               | x                         | x                                               | 6,95 / +0,2                                     | x                                               |
| 2     | Blessing Okagbare    | Nigeria        | 6,99         | 6,39 / −0,2               | 6,58 / ±0,0               | 6,68 / +0,3               | 6,80 / ±0,0                                     | 6,99 / +0,2                                     | 6,96 / +0,3                                     |
| 3     | Ivana Španović       | Serbien        | 6,82 NR      | 6,70 / +0,9               | 6,64 / +0,2               | 6,67 / +0,4               | x                                               | 6,82 / +0,1                                     | 6,61 / −0,2                                     |
| 4     | Wolha Sudarawa       | Belarus        | 6,82         | 6,66 / −0,1               | 6,82 / −0,1               | 6,49 / −0,4               | 6,45 / ±0,0                                     | 6,65 / −0,3                                     | 6,50 / −0,1                                     |
| 5     | Shara Proctor        | Großbritannien | 6,79         | x                         | 6,79 / +0,4               | 6,60 / ±0,0               | 6,56 / −0,4                                     | 6,66 / +0,1                                     | 6,69 / +0,1                                     |
| 6     | Darja Klischina      | Russland       | 6,76         | x                         | 6,76 / −0,1               | x                         | 6,70 / +0,1                                     | 6,69 / −0,1                                     | 6,70 / −0,3                                     |
| 7     | Tori Polk            | USA            | 6,73         | 6,65 / +0,4               | 6,56 / +0,3               | 6,39 / +0,1               | 6,73 / +0,2                                     | 6,41 / ±0,0                                     | x                                               |
| 8     | Jelena Sokolowa      | Russland       | 6,65         | x                         | 6,65 / +0,2               | x                         | eigentlich zu drei weiteren Sprüngen berechtigt | eigentlich zu drei weiteren Sprüngen berechtigt | eigentlich zu drei weiteren Sprüngen berechtigt |
| 9     | Erica Jarder         | Schweden       | 6,47         | 6,47 / +0,3               | x                         | x                         | nicht im Finale der besten acht Springerinnen   | nicht im Finale der besten acht Springerinnen   | nicht im Finale der besten acht Springerinnen   |
| 10    | Janay DeLoach Soukup | USA            | 6,44         | x                         | 6,43 / +0,1               | 6,44 / +0,1               | nicht im Finale der besten acht Springerinnen   | nicht im Finale der besten acht Springerinnen   | nicht im Finale der besten acht Springerinnen   |
| 11    | Sosthene Moguenara   | Deutschland    | 6,42         | 6,42 / +0,3               | x                         | 6,15 / +0,1               | nicht im Finale der besten acht Springerinnen   | nicht im Finale der besten acht Springerinnen   | nicht im Finale der besten acht Springerinnen   |
| DOP   | Olga Kutscherenko    | Russland       | 6,81         | 6,56 / +0,3               | 6,67 / +0,2               | 6,67 / −0,1               | 6,81 / +0,1                                     | 6,68 / −0,6                                     | 6,72 / +0,3                                     |

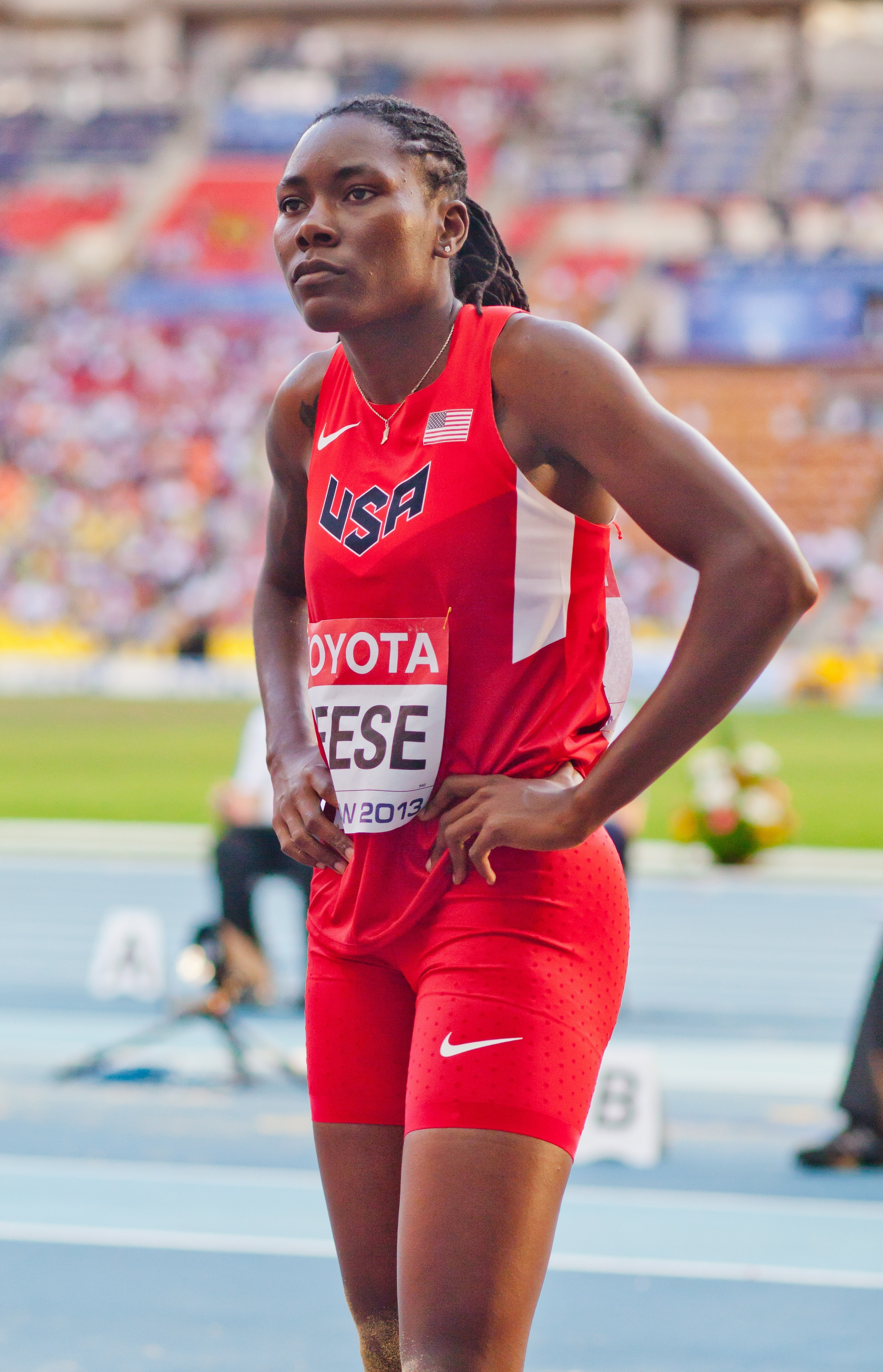
Brittney Reese – Weltmeisterin 2009, 2011 2013, Olympiasiegerin 2012, hier mit dem einzigen Sprung über sieben Meter
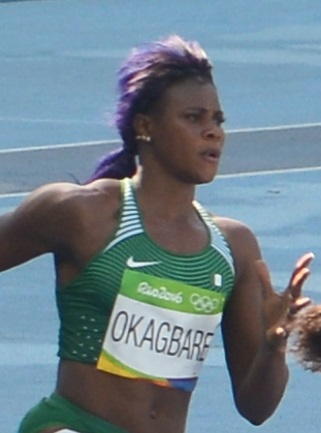
Vizeweltmeisterin wurde die Olympiazweite von 2008 und zweifache Afrikameisterin (2010/2012) Blessing Okagbare (auf dem Foto als Sprinterin), hier in Moskau auch Dritte über 200 Meter
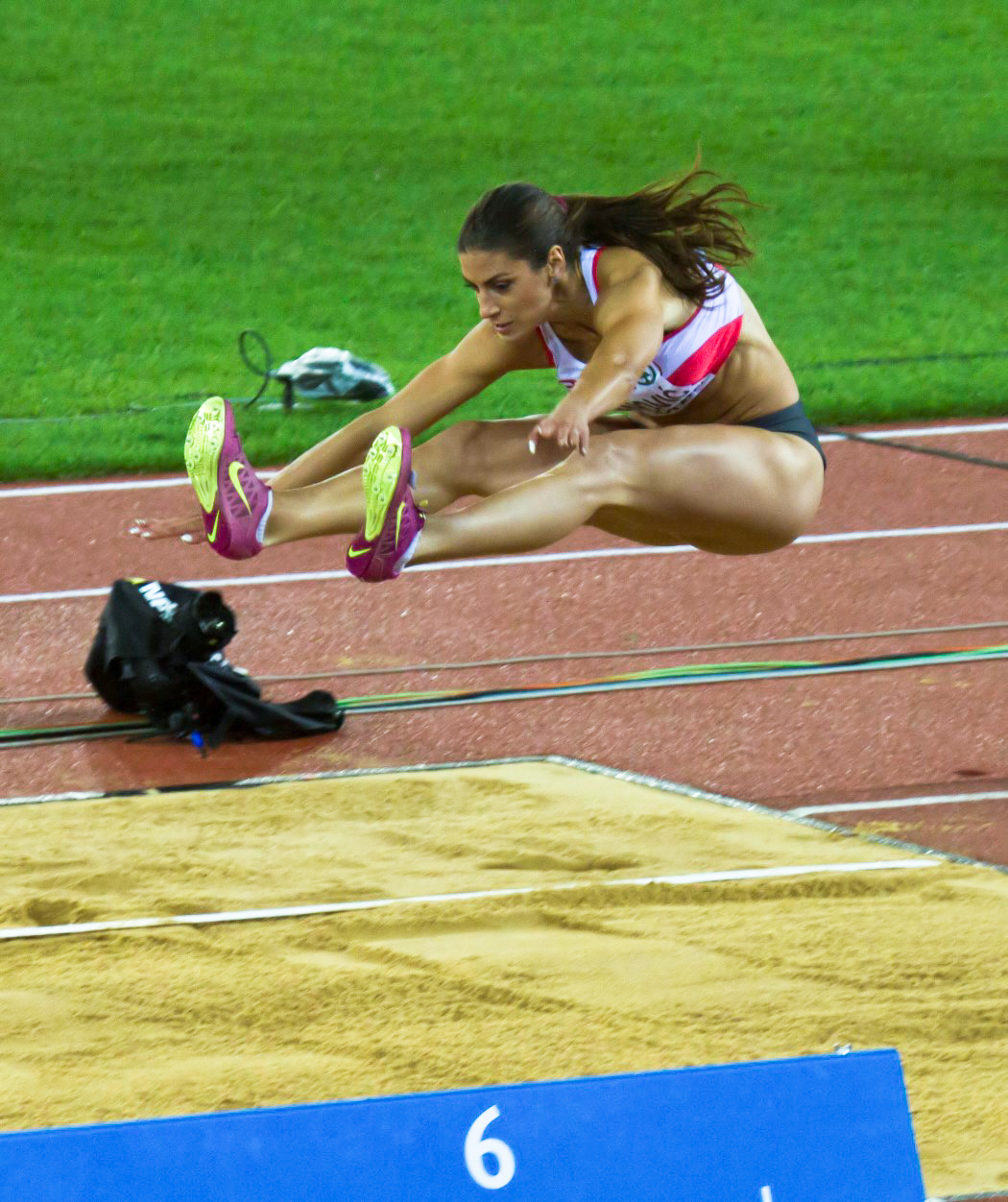
Bronzemedaille mit serbischem Landesrekord für Ivana Španović

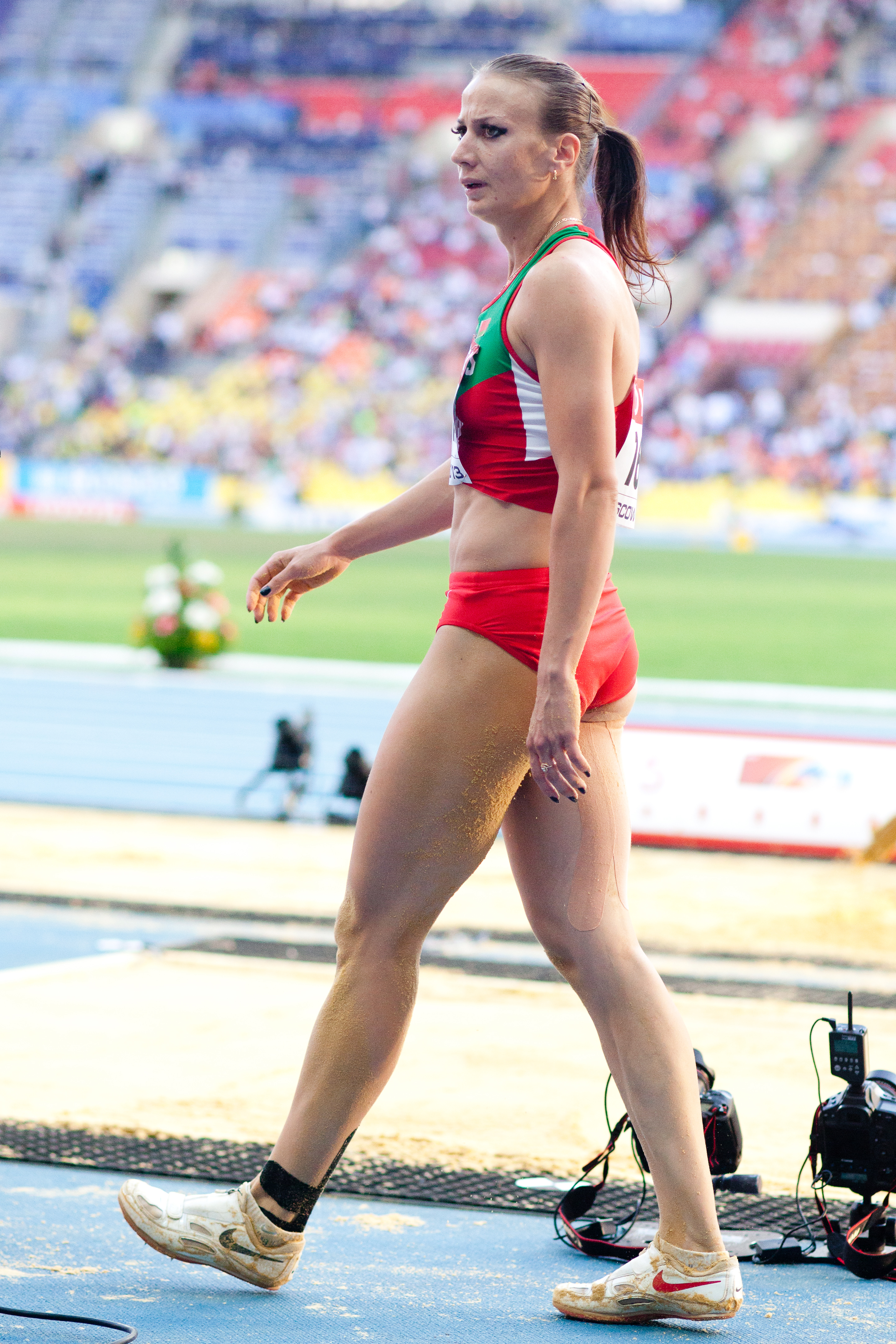
Wolha Sudarawa belegte Rang vier
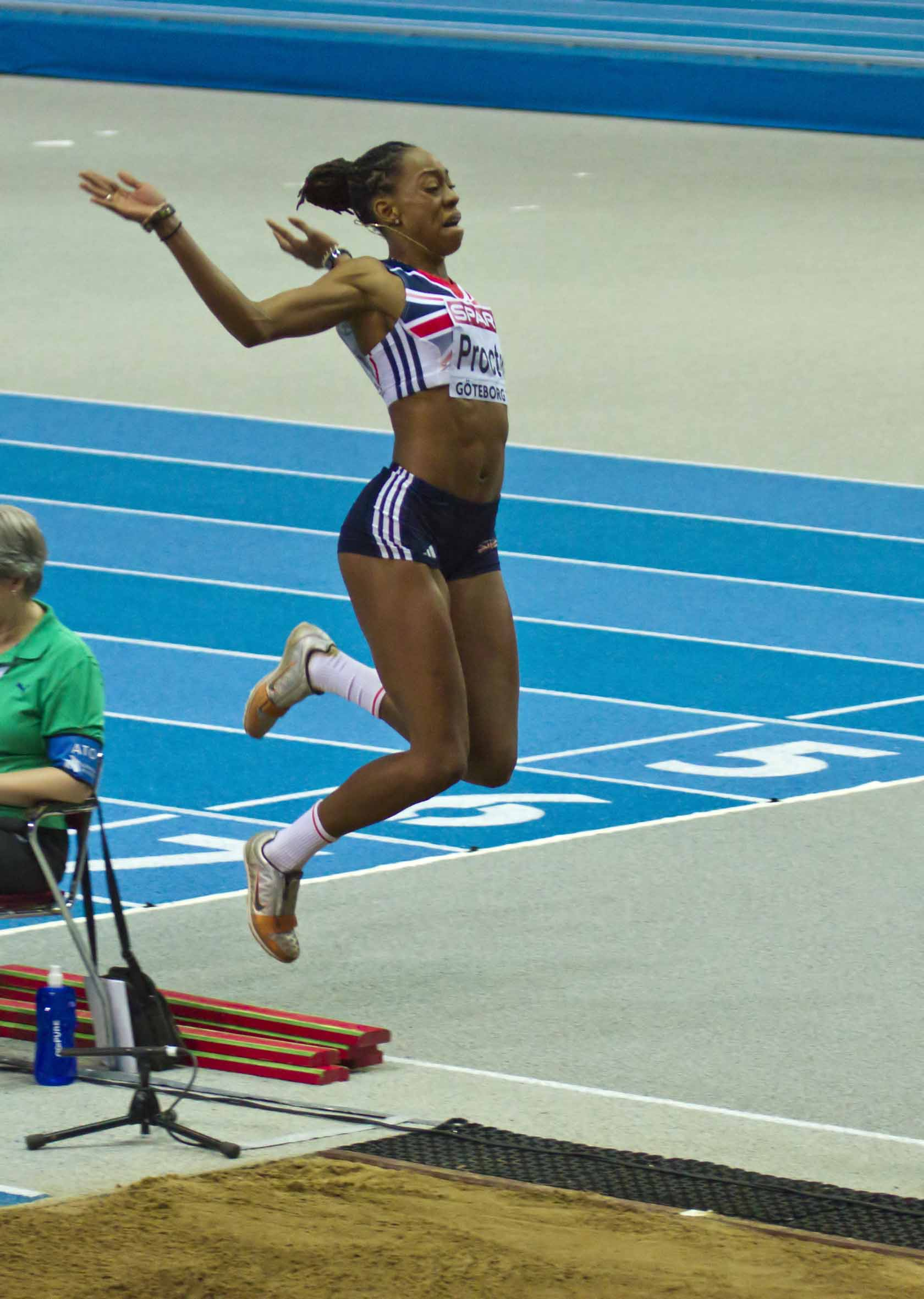
Rang fünf für Shara Proctor
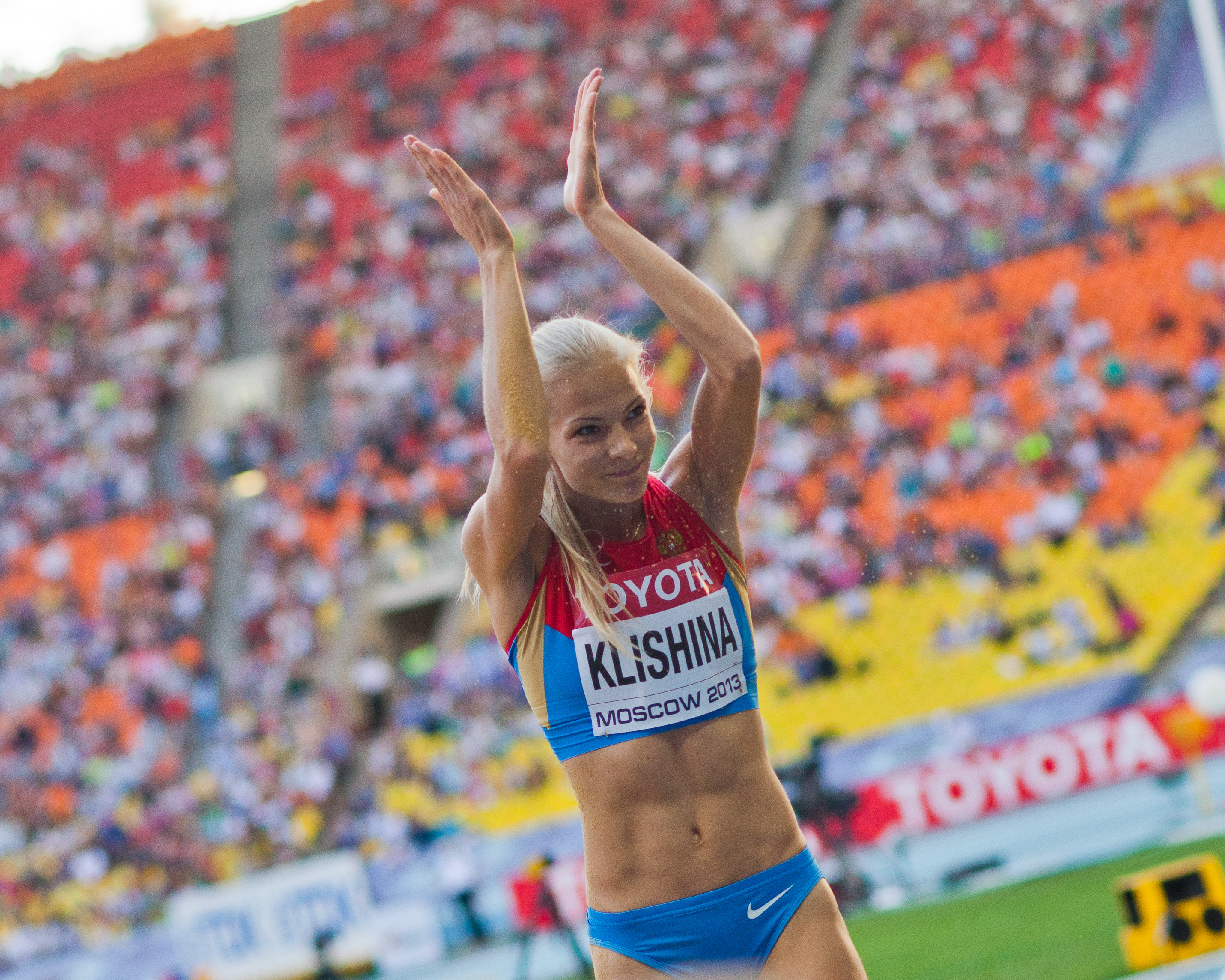
Darja Klischina kam auf den sechsten Platz
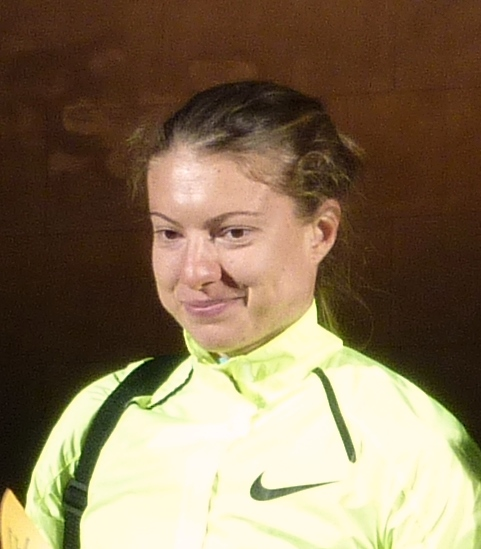
Jelena Sokolowa erreichte Platz acht
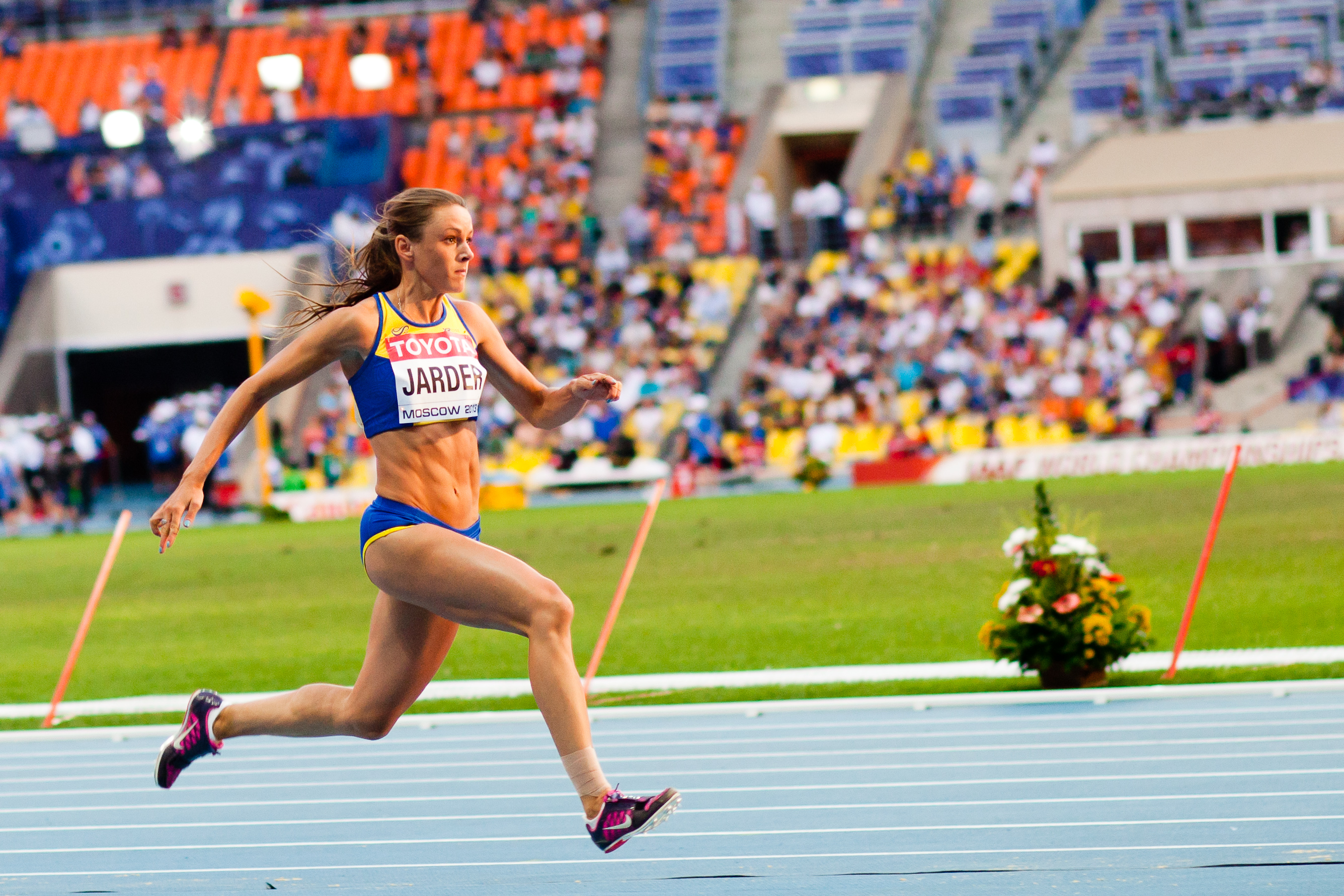
Die neuntplatzierte Erica Jarder
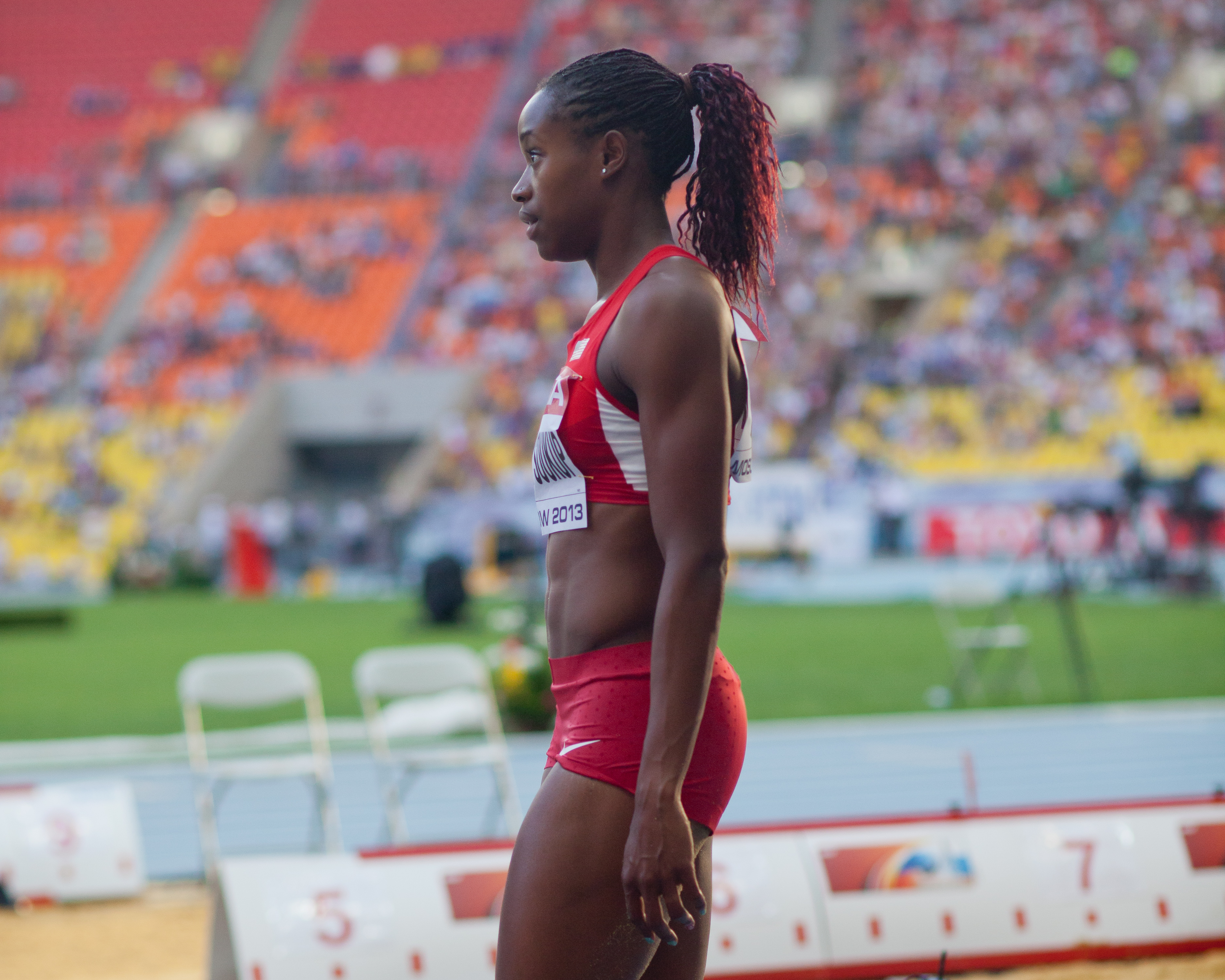
Janay DeLoach Soukup wurde Zehnte
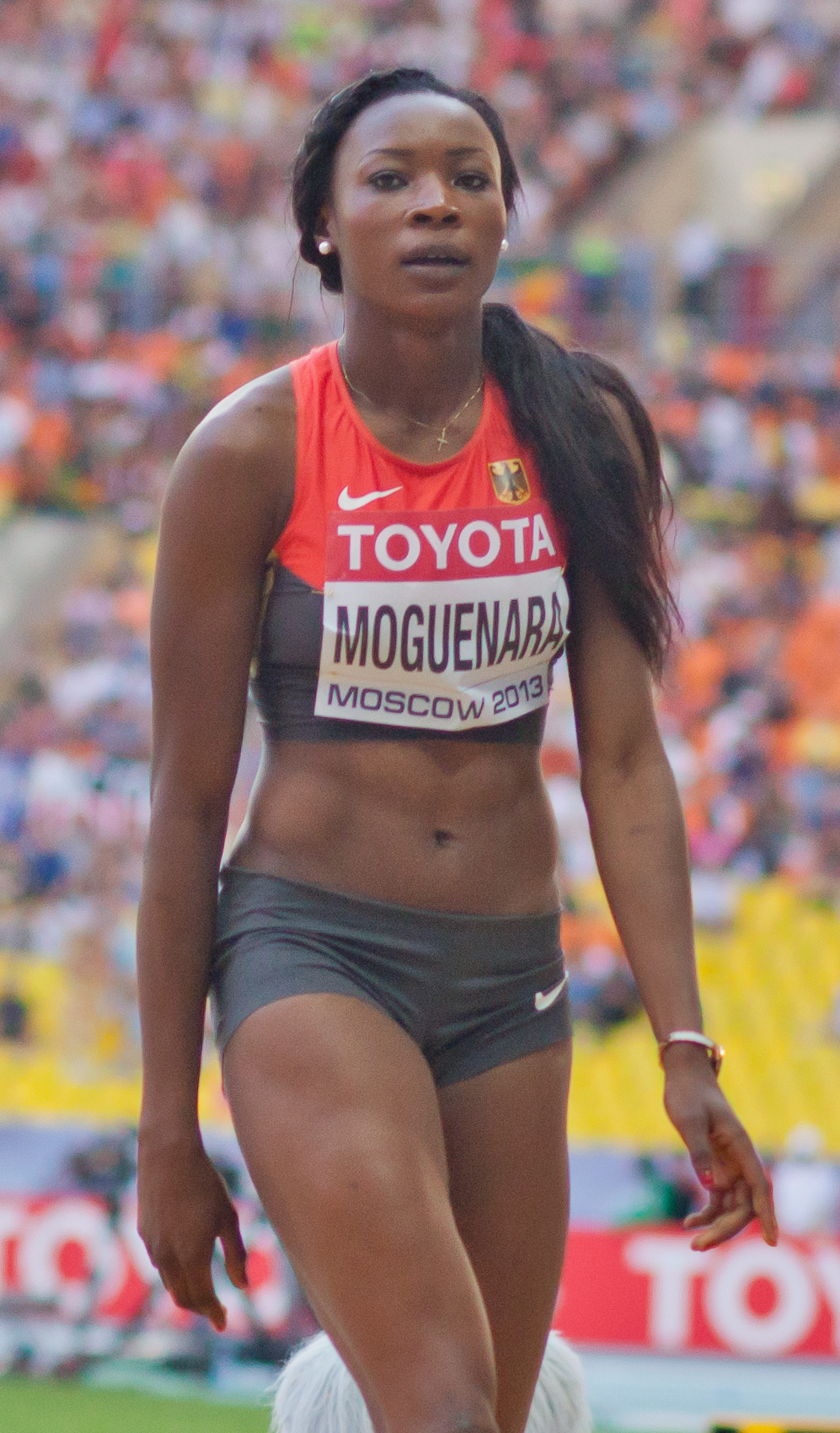
Sosthene Moguenara – Rang elf
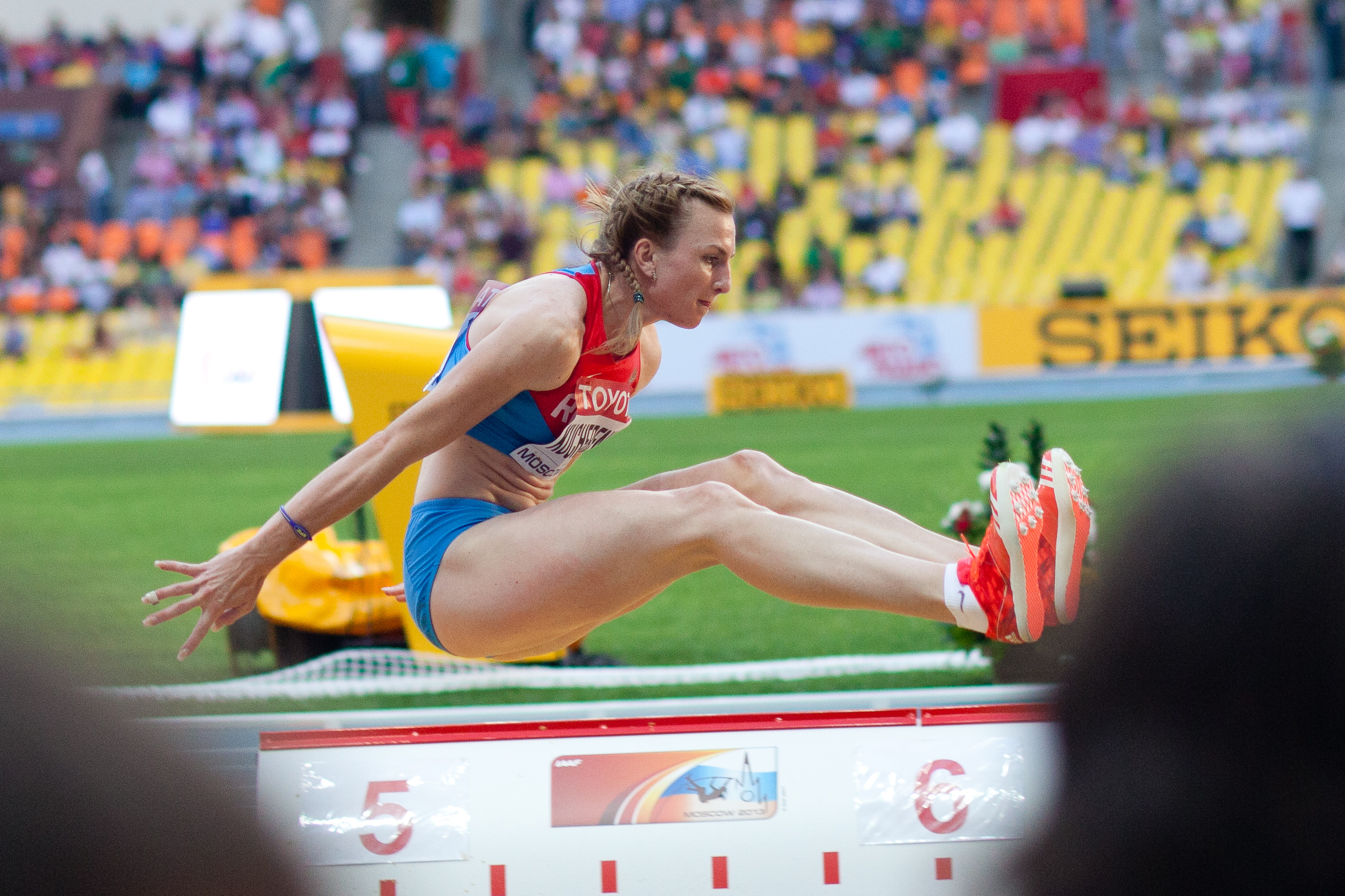
Die gedopte Olga Kutscherenko

## Video
- Moscow 2013 Long Jump FINALS(Brittney REESE,B.OKAGBARE & IVANA SPANOVIC), youtube.com, abgerufen am 22. Juli 2017